# Escultura do Renascimento

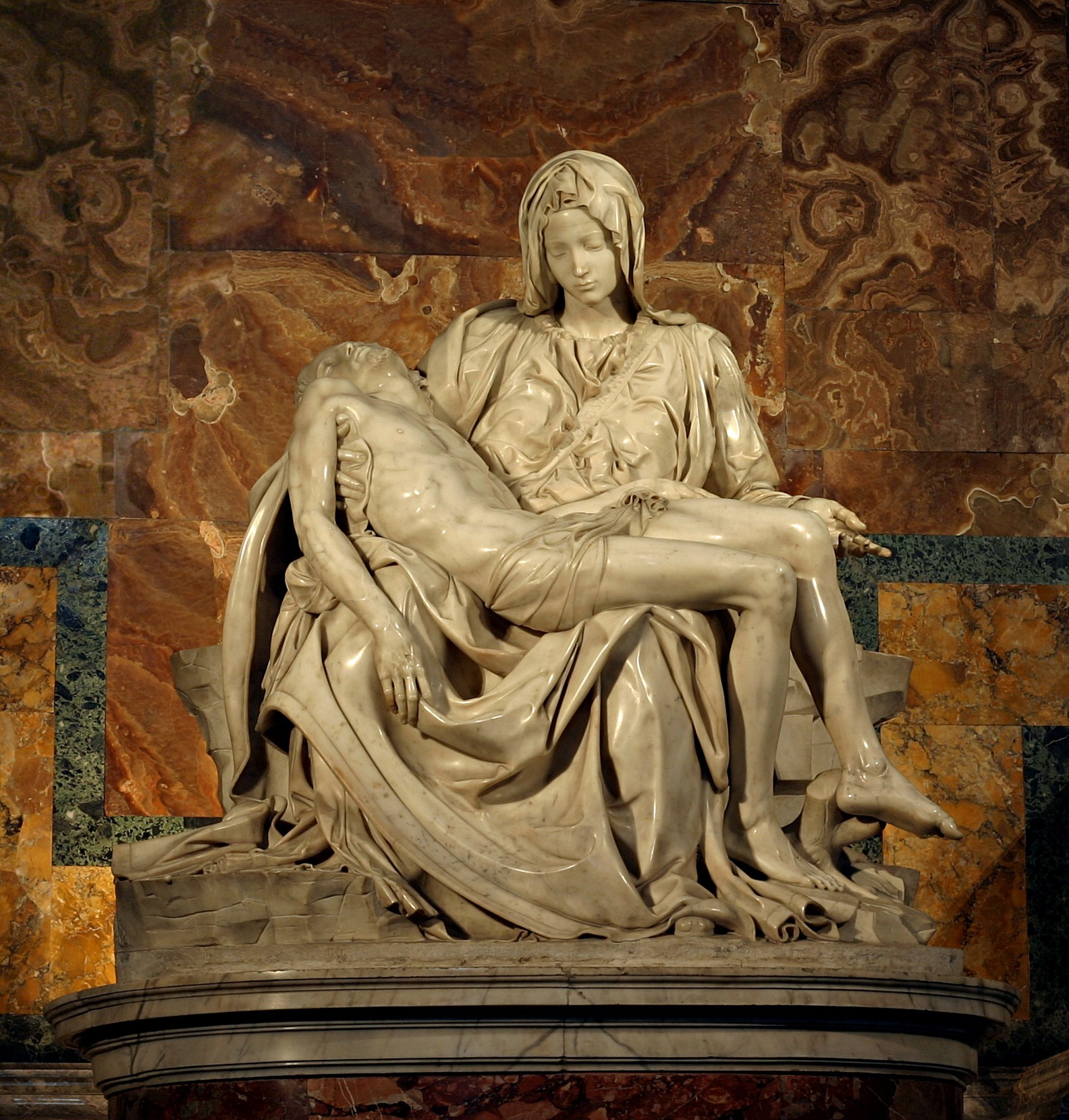
Pietà, escultura renascentista de Michelangelo Buonarroti.

A escultura renascentista distingue-se da gótica essencialmente por deixar de ter a função de elemento ornamental, valendo por si mesma. Entende-se como um processo de recuperação da escultura da Antiguidade clássica. Os escultores encontraram nos vestígios artísticos e nas descobertas de sítios dessa época passada a inspiração perfeita para as suas obras. Voltou-se à representação do nu, as estátuas equestres foram retomadas, sendo exemplo de realismo. Também se inspiraram na natureza. Neste contexto se tem de levar em conta a exceção dos artistas flamengos ao norte da Europa, os quais, para além de superar o estilo figurativo do gótico, promoveram um Renascimento alheio ao italiano, sobretudo na pintura.
O renascer à antiguidade com o abandono do medieval, que para Giorgio Vasari "fora um mundo próprio de godos", e o reconhecimento dos clássicos com todas as suas variantes e matizes foi um fenômeno quase exclusivamente desenvolvido na Itália. A arte do Renascimento conseguiu interpretar a natureza e traduzi-la com liberdade e com conhecimento em múltiplas obras mestras.

## Características

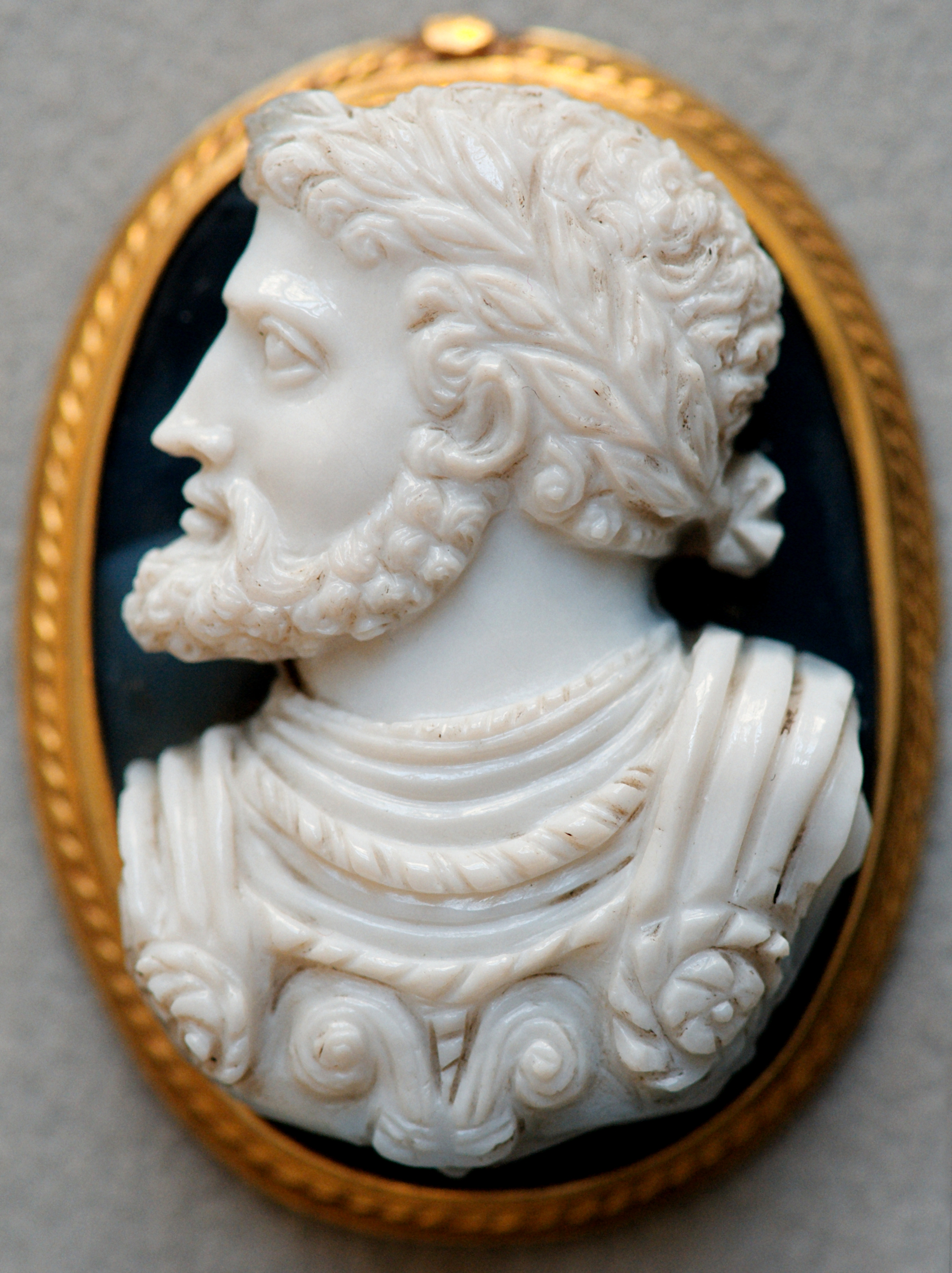
Camafeu em ágata branca, representando Carlos I da Espanha, obra italiana do século XVI.

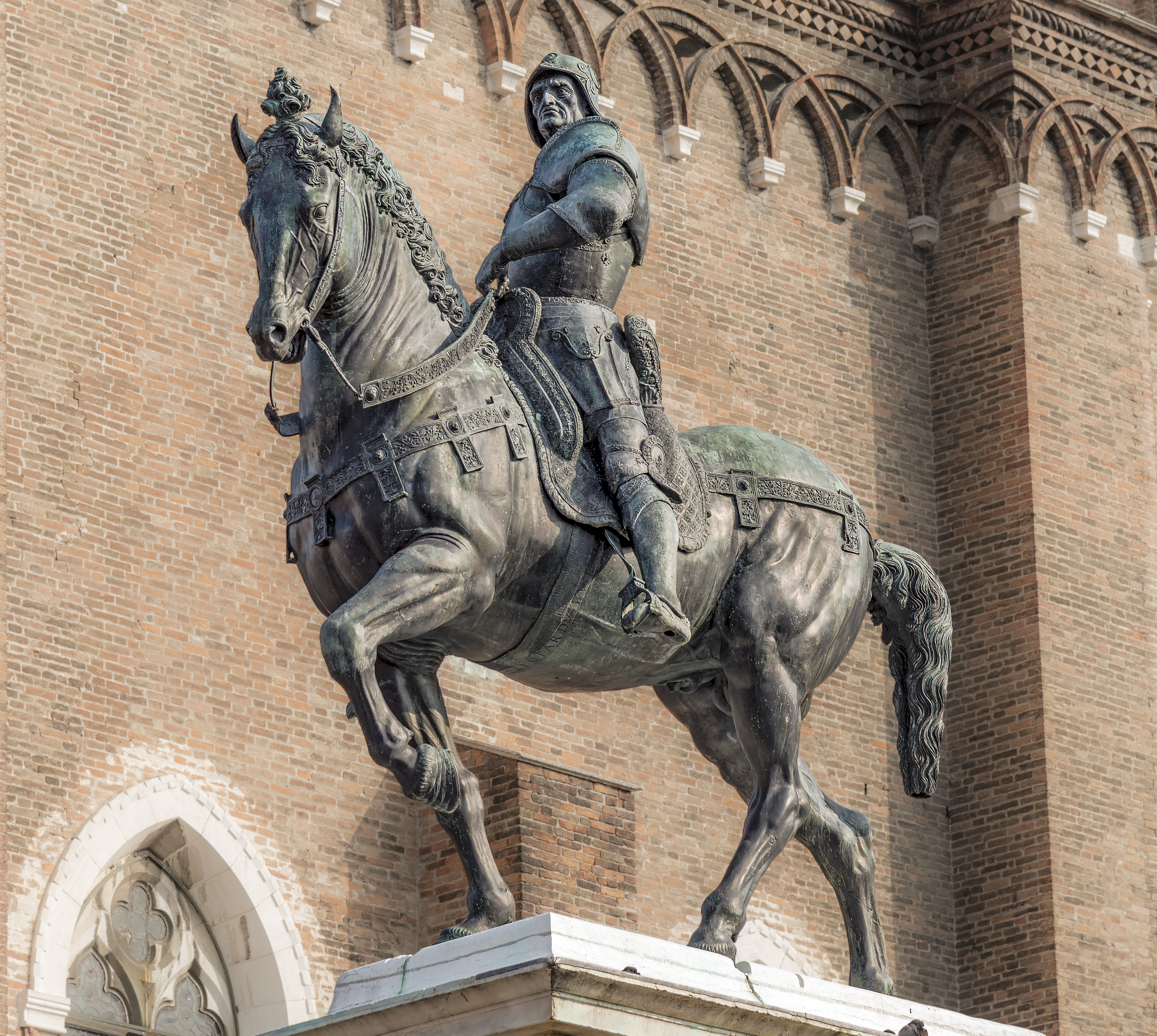
Escultura equestre de Bartolomeo Colleoni realizada em bronze por Verrocchio.

A escultura do Renascimento tomou como base e modelo as obras da antiguidade clássica e a sua mitologia, com uma nova visão do pensamento humanista e da função da escultura na arte. Como na escultura grega, procurou-se a representação naturalista do corpo humano nu com uma técnica aperfeiçoada, graças ao estudo meticuloso da anatomia humana. Na Itália conviveram os temas profanos com os religiosos; não assim em outros países como a Espanha e a Alemanha, nas quais prevaleceu o tema religioso.
O corpo humano representou a beleza absoluta, cuja correspondência matemática entre as partes encontrava-se bem definida, e o contrapposto foi usado constantemente de Donatello a Miguel Ângelo. Nesta época é quando se deu praticamente a libertação da escultura do quadro arquitetônico, os relevos foram realizados com as regras da perspectiva e as personagens mostravam-se com expressões de dramatismo que levavam a sensação de grande terribilità nos sentimentos expostos nas esculturas de Michelangelo, como no rosto do seu Davi.
Um papel fundamental foi o mecenas, representado pela igreja e por personagens da nobreza que obtinham prestígio social e propaganda política com o seu mecenato. O mecenato abarcou todos os temas: religiosos, mitológicos, de vida cotidiana, retratos de personagens, etc.
Reapareceu com o Renascimento a glíptica greco-romana, que se esquecera quase por completo durante a Idade Média na lavra de pedra fina (salvo algumas mostras de arte bizantina), e desde o século XVI lavraram-se preciosos camafeus de gosto clássico, tão perfeitos que, às vezes, chegam a ser confundidos com os antigos. Porém, quase não alcançou a restabelecer-se o uso dos entalhes de pedra fina, tão prediletos das civilizações grega e romana. Estes pequenos relevos serviram como modelo, após engrandecidos, para a decoração por parte de escultores em grandes medalhões para palácios da Itália e da França.

### Materiais
A escultura do Renascimento usou todo tipo de materiais, principalmente do mármore, bronze e madeira . O bronze competiu com o mármore, principalmente em monumentos funerários, fontes e pequenas esculturas para decoração de interiores, assim como em estátuas equestres como a do condottiero Colleoni em Veneza. As reproduções de estatuetas em bronze tiveram grande difusão no Renascimento, devido ao grande número de colecionadores. Em Florença foram Antonio Pollaiuolo (Hércules e Anteu) e Andrea del Verrocchio (Menino alado com peixe) os iniciadores por encomenda dos Medici. Da oficina de Leonardo da Vinci conservam-se pequenos bronzes com o cavalo encabritado de uma altura de 23 cm. O escultor de Mântua Pier Jacopo Alari Bonacolsi, chamado Antico, instalou-se em Roma para a execução de reduções em bronze de mármores antigos.
A madeira foi usada mormente em países como a Alemanha e a Espanha, onde a grande riqueza florestal e o trabalho tradicional da madeira policromada estava muito arraigado, e empregue na execução de imaginária religiosa, retábulos e altares.
A terracota foi empregue como material mais pobre e, portanto, mais econômico; foi usada terracota em cor natural e policromada, como por Antonio Rossellino e o seu discípulo Matteo Civitali na Virgem da Anunciação na igreja dos Servos de Luca. O artista italiano Pietro Torrigiano realizou na Espanha várias esculturas em barro policromado, algumas delas conservam-se no Museu de Belas Artes de Sevilha. A Luca della Robbia, que seguiu o estilo donatelliano, atribui-lhe a invenção do barro esmaltado que empregou no tabernáculo de Santa Maria Novella de Florença em combinação com o mármore para dar colorido à obra, e depois em tondos e em Madonnas; a sua oficina, continuada pelo seu sobrinho Andrea della Robbia realizou grande quantidade de obras de terracota esmaltada que se difundiram por toda Europa.

### Técnicas

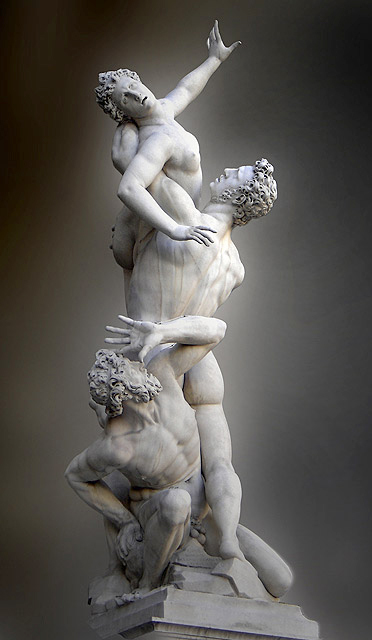
Rapto das Sabinas, do escultor da Flandres Giambologna, que mostra a composição em movimento espiral.

A técnica do talhado de mármore foi recuperada à época do Renascimento com a perfeição que tivera durante o período clássico. A partir do Renascimento foi empregada a broca manual para eliminar a pedra até uma certa profundidade. Esta ferramenta usava-se tanto a escultura em talha direta, como às vezes tinha feito Michelangelo, quanto o passado de pontos de um modelo realizado em gesso, como normalmente faziam artistas como Giambologna, do qual se apreciam os pontos em muitas das suas esculturas. Donatello empregou o método grego de trabalhar o bloco em redondo; porém, Michelangelo talhava-o desde um lado.Assim o descreveu Benvenuto Cellini: 
| “ | O melhor método empregue nunca por Michelangelo; após desenhar a perspectiva principal no bloco, começou a arrancar o mármore de um lado como se tiver a intenção de trabalhar um relevo e, assim, pouco a pouco, tirar a figura completa. | ” |

Para as obras em bronze precisava-se a realização da obra previamente em argila ou em cera para o seu posterior fundição; depois cinzelava-se para suprimir os possíveis defeitos da fundição, polia-se a superfície com abrasivos e ao gosto do escultor acrescentam-se as pátinas.
A talha em madeira, empregada sobretudo ao norte da Europa e na Espanha, podia-se realizar também em talha direta sobre o bloco de madeira com a execução de um rascunho pequeno para o seu guia ou com o modelo prévio em gesso ou argila, bem como passá-lo por pontos como no mármore.

### Composição
- Escultura de vulto

O Renascimento adotou os elementos básicos que descrevera Vitrúvio, que sustinha:
| “ | ... que a proporção da forma humana tinha de servir de paradigma para as proporções das criações do homem. Já que a natureza concebeu ao corpo humano de maneira que os seus membros estejam devidamente proporcionados à figura no seu conjunto; parece que os antigos tinham uma boa razão para a sua regra, que afirma que nos edifícios perfeitos os diferentes membros devem guardar relações simétricas exatas com o esquema geral no seu conjunto. | ” |

A composição da figura humana baseou-se na procura da perfeição na anatomia, sobre a qual muitos artistas desta época adquiriram verdadeiros conhecimentos com a pratica de dissecções para o seu estudo. A primeira escultura isenta renascentista que mostrou a harmonia do nu foi o Davi de Donatello durante o Quattrocento, na qual se apreciava a influência do estilo de Praxíteles com um leve contrapposto para conseguir o equilíbrio na composição. Durante os seguintes anos os conhecimentos sobre a anatomia humana foram adquirindo uma grande perfeição, até chegar a um contrapposto pleno. As expressões dos rostos deixaram de ser hieráticas e ausentes para mostrar sentimentos interiores; a chamada terribilità renascentista (Davi de Michelangelo, cerca de 1504). Nos grupos escultóricos de caráter religioso mostrava-se a combinação do naturalismo com uma intensa expressividade, a serenidade florentina desapareceu ante as paixões que mostravam as personagens com as suas caras deformadas pelos gestos de desespero e dor, visíveis nos Enterros de Jesus Cristo de Guido Mazzoni e de Niccolò dell'Arca. A escultura foi evoluindo na sua concepção e nas composições dos seus grupos, até chegar à serpentinata própria do maneirismo, mostrado claramente em obras como a Pietà de Florença (Michelangelo) ou o Rapto das sabinas (Giambologna).
- Relevo

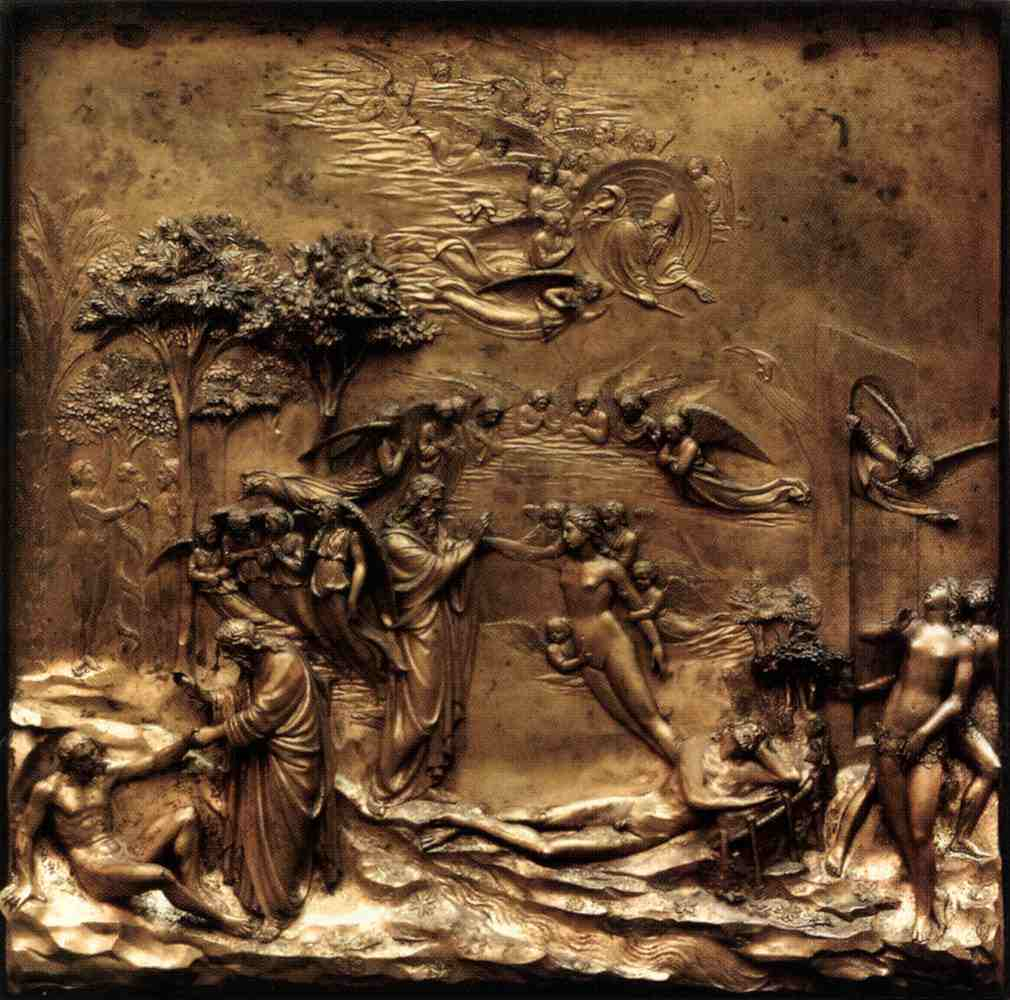
Relevo de "Adão e Eva" por Ghiberti.

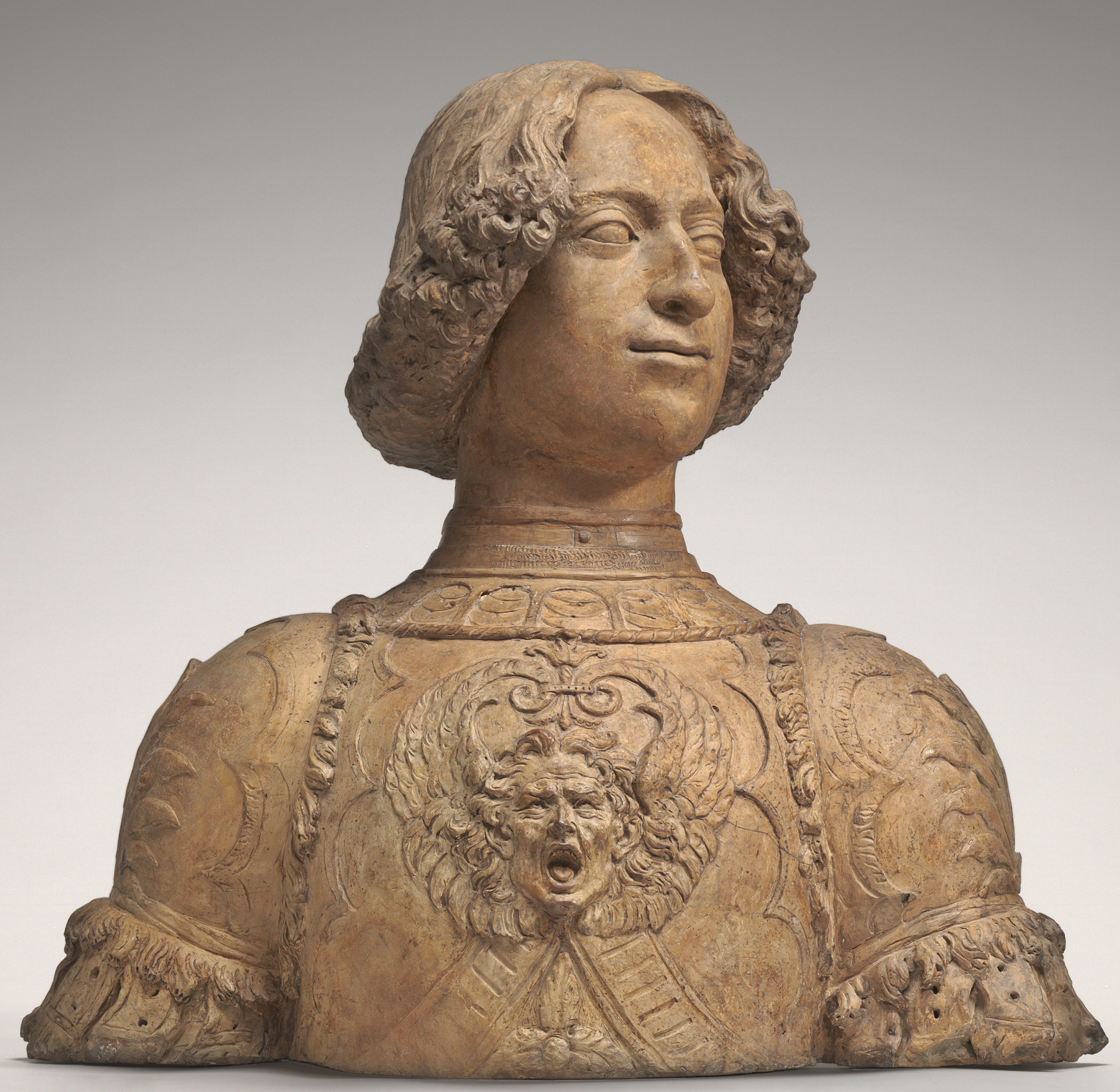
Busto-retrato de Giuliano de Medici por Verrocchio (1475-1478).

No relevo foram empregues a arquitetura e as recém adquiridas leis da perspectiva para compor os fundos das representações, como na célebre porta do Paraíso de Ghiberti ou nos relevos com a técnica de stiacciato para o altar de Santo Antônio em Pádua realizados por Donatello. Compunham-se estruturas arquitetônicas como pano de fundo, igual a Giotto nas suas pinturas protorrenascentistas. Algumas laudas de bronze italianas foram transportadas à Espanha, como a que se encontra na catedral de Badajoz de Lorenzo Suárez de Figueroa.
A escultura flamenga e a de países germânicos desenvolveu-se com um realismo que se apreciava em todos os pormenores ornamentais, nos quais o trabalho escultórico se apresentava quase como um trabalho de ourivesaria, aplicado nos grandes altares realizados em madeira. Também na Espanha, a influência gótico-flamenga, junto à italiana, foi recolhida em relevos, como o de uma das portas da catedral de Barcelona realizada pelo escultor flamengo Michael Lochner e por Bartolomé Ordóñez em estilo italiano no coro da mesma catedral. Os relevos ao redor dos sarcófagos costumavam representar cenas da vida dos defuntos: a sua vida, milagres e martírio se eram religiosos, ou a representação das batalhas e fatos militares se eram personagens da nobreza. Os monumentos funerários foram desenvolvendo diferentes fases de composição, desde a estrutura tradicional da lousa funerária ou a estátua do jacente solitário no seu sarcófago empregue na época medieval, aos túmulos encostados enquadrados por elementos arquitetônicos à maneira de arco de triunfo, e com um resultado parecido com um retábulo, no que, na rua central, se encontrava a urna normalmente com a figura do jacente sobre ela e figuras alegóricas nas ruas laterais. Finalmente, realizavam-se com a representação dos defuntos em atitude orante próprios da Espanha e da França.
Durante o Renascimento originou-se na Espanha o estilo plateresco, que representou a mudança das formas de decoração nos edifícios com elementos escultóricos em estilo principalmente italiano, não somente se realizou na pedra das fachadas mas também em madeira e gesso nos interiores dos edifícios, a base de relevos historiados e adornos vegetais típicos do primeiro Renascimento (chamados "in candeleri") com grandes escudos heráldicos e putti no seu redor.
- Busto

Os retratos em forma de busto continuaram sendo usados no Quattrocento com a nova concepção humanística, que impunha a representação com grande parecido físico, mas também com a afirmação da personalidade do retratado. Segundo Alberti, o artista devia "caracterizar mas também estabelecer relações harmoniosas". Realizaram-se em bronze, terracota policromada e mármore (Donatello, Verrocchio, Francesco Laurana).
- Estátua equestre

A estátua equestre de tamanho natural em bronze já fora tratada pelos escultores romanos como na Estátua equestre de Marco Aurélio localizada então na basílica de São João de Latrão; também os cavalos de bronze de São Marco de Veneza serviram de modelo para o Renascimento italiano, e podem ser considerados inspiradores do Gattamelata de Donatello e do Colleoni de Verrocchio. Os estudos de Leonardo da Vinci implicaram uma mudança na representação do cavalo, que foi colocado apoiado sobre as suas patas traseiras e em atitude de se abalançar sobre o inimigo. A ideia foi tomada provavelmente de relevos de sarcófagos antigos.

## Escultura italiana
A historiografia divide este período entre os séculos XV e XVI, em duas etapas que tomam o nome de Quattrocento e Cinquecento.

### O Quattrocento. Escultores florentinos

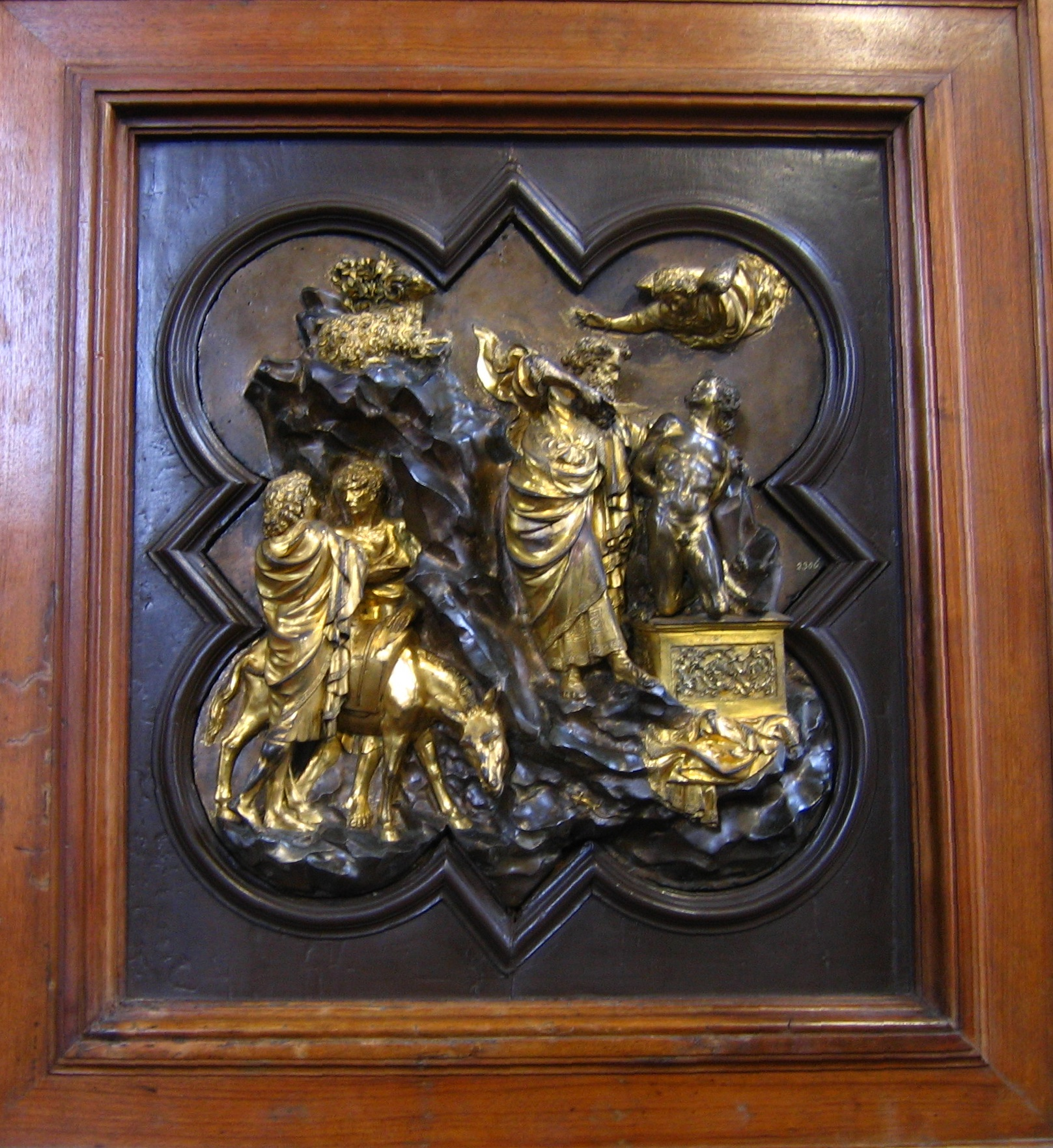
Releve sobre o Sacrifício de Isaac, de Ghiberti.

Enquanto no resto da Europa imperava ainda a arte gótica, na Itália começa no século XV o Quattrocento. É o momento em que triunfa o homem e a natureza. A escultura vai pela frente da arquitetura e da pintura, desenvolvendo-se vertiginosamente. Os seus antecedentes decorreram ao sul da Itália, na corte de Frederico II, sob cuja proteção nasceu uma escola artística que trazia luzes do que seria o Renascimento do século XV. Foi a região da Toscana durante o anterior período trecentista que herdou esta nova maneira de fazer escultura na figura de Nicola Pisano, seguido pelo seu filho Giovanni Pisano, e depois Andrea Pisano (primeiras portas de bronze do Batistério de Florença) e Nino Pisano.

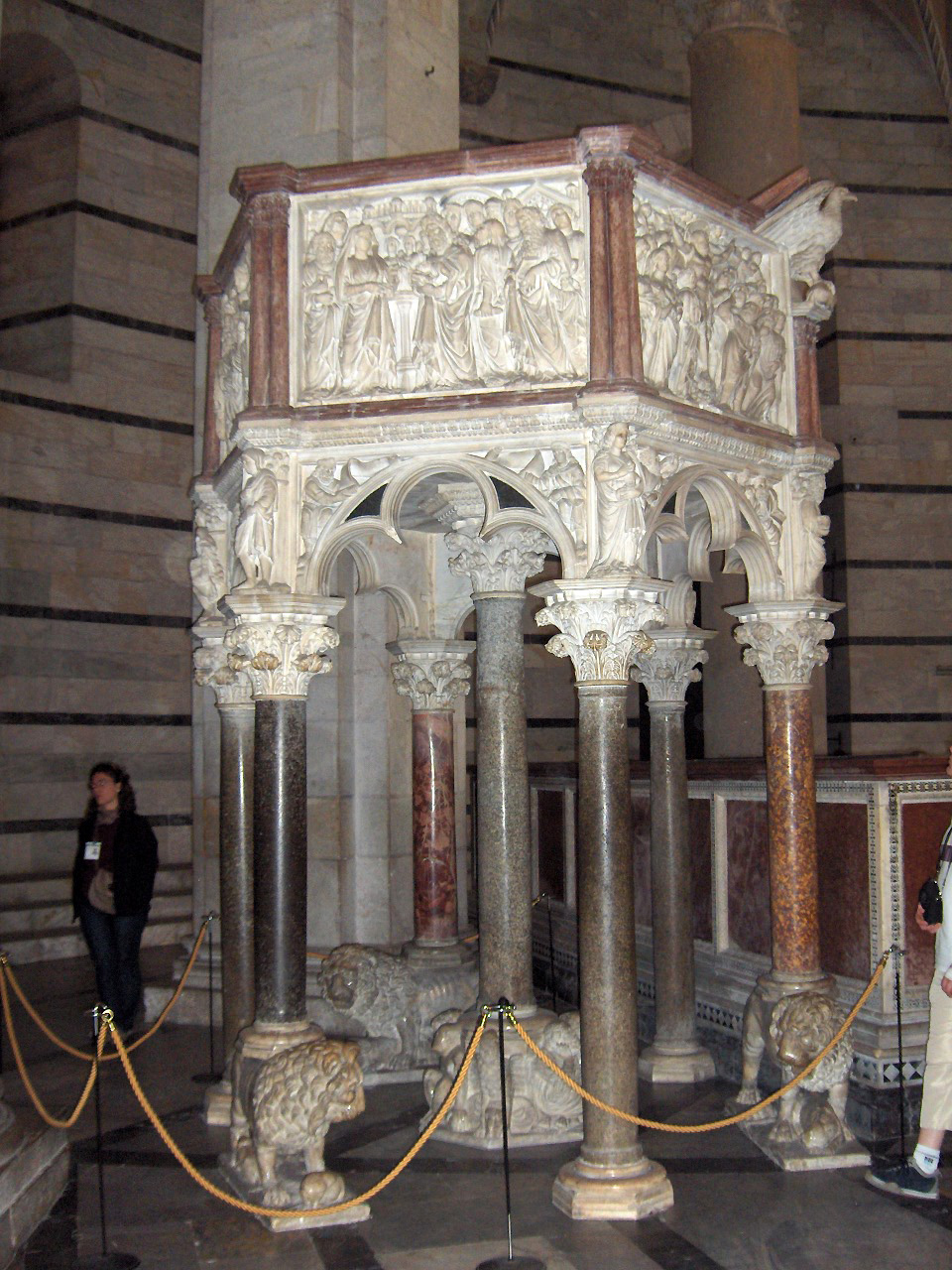
Púlpito do batistério de Pisa, de Nicola Pisano, precursor do Renascimento na Itália.

Nicola Pisano (assinava as suas obras com este apelativo), cujo nome era Nicola de Puglia, chegou desta região do sul da Itália para estabelecer-se em Pisa (Toscana). Em Pisa (como na maioria das regiões da Europa) mantinha-se ainda a arte românica e o gótico começava a empregar-se. Nicola Pisano recebeu o encomenda de lavrar o púlpito do batistério da catedral desta cidade. Fê-lo seguindo as novas correntes aprendidas na Apúlia, sobretudo pondo em relevo a forma clássica do Hércules nu. Esta obra, o púlpito, é considerada como precursora do Renascimento italiano.
Após destes antecedentes, será a cidade de Florença - cidade próspera nestes momentos, com a poderosa família dos Medici, mecenas e promotores da arte-,  que tome o protagonismo na figura do seu melhor representante: Lorenzo Ghiberti. A partir deste momento já não se detectará nenhum indício nem lastro medieval. A escultura florentina será durante século e meio a dominadora do retrato de busto, do equestre, do relevo e do bulto redondo. O material empregue por excelência neste período foi o mármore, seguido do bronze.
Ghiberti, Donatello e Jacopo della Quercia como os melhores, seguidos pelos de della Robbia, Verrocchio, Antonio Pollaiuolo e Agostino di Duccio, formaram o grupo de grandes escultores da escola florentina do Quattrocento.

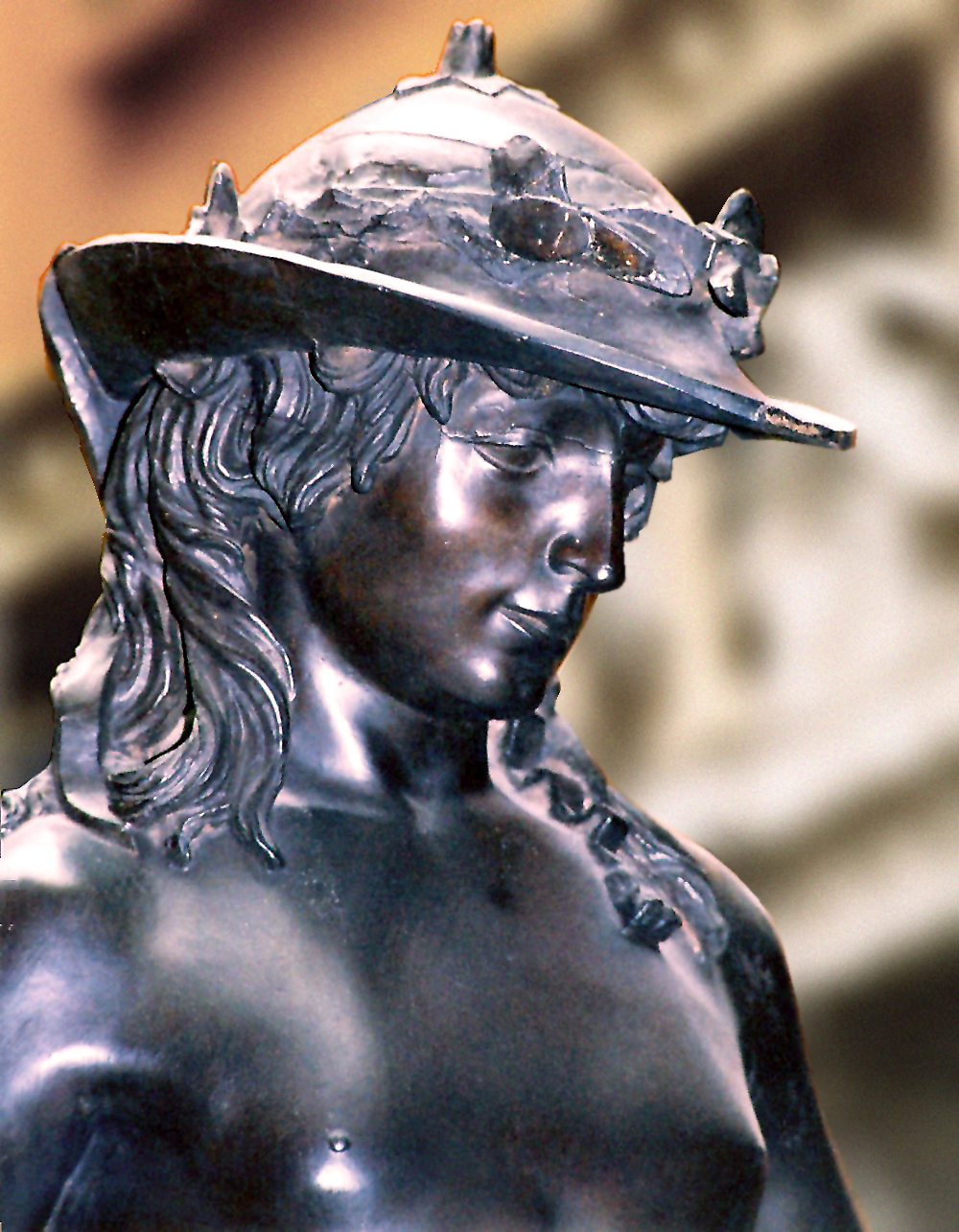
O Davi de Donatello.

Esta etapa do Quattrocento começou com a obra escultórica dos relevos das portas do Batistério de Florença realizados por Lorenzo Ghiberti, um escultor de vinte anos. O Batistério já tinha duas portas lavradas por Andrea Pisano em 1330, e em 1401 foi convocado um concurso para as outras dois remanescentes. O concurso foi gado por Ghiberti (em competição com Brunelleschi), terminando a primeira das duas portas em 1424; o seu trabalho foi admirado, e a cidade encomendou-lhe a segunda porta. Investiu cerca de vinte anos em lavrar cada uma; foi praticamente a obra da sua vida. Esta segunda porta feita por Ghiberti e quarta do batistério é a conhecida como Porta do Paraíso, batizada assim por Michelangelo e considerada um dos marcos do Quattrocento.
O segundo grande escultor deste período foi Donatello, dez anos mais novo que Ghiberti. Foi muito mais multiface na sua obra, focando-se sobretudo na figura humana. Donatello é tido na História da Arte como o precursor de Michelangelo e  um artista independente, fogoso e realista. O seu maior interesse foi a figura humana nas diferentes idades, abrangendo todo tipo de tipos, gestos variados e expressando na sua obra os estados espirituais mais heterogêneos. Por outro lado, Donatello é considerado como um grande experto no tema infantil, sobretudo na expressão da alegria das crianças (tribunas das catedrais de Florença e Prato). Na escultura de bulto redondo, Donatello difundiu o retrato renascentista do busto cortado horizontalmente pelo peito e sem pedestal (como fora costume na escultura romana). Exemplos: Busto de Antônio de Narni que leva um grande camafeu no pescoço; busto em terracota de São Lourenço, representado como um diácono, na Sacristia Velha de San Lorenzo em Florença. Esta maneira de apresentar os bustos-retrato foi adotada pelos escultores do Renascimento e chegou quase até época barroca. No século XVI o busto foi-se alongando até ser cortado pela cintura. Também dentro da escultura de bulto redondo, Donatello foi o precursor da figura a cavalo (em bronze) em homenagem a um grande personagem e disposta no centro de uma praça pública. A primeira estátua equestre de Donatello foi a conhecida como Gattamelata (condottiero Erasmo da Narni).

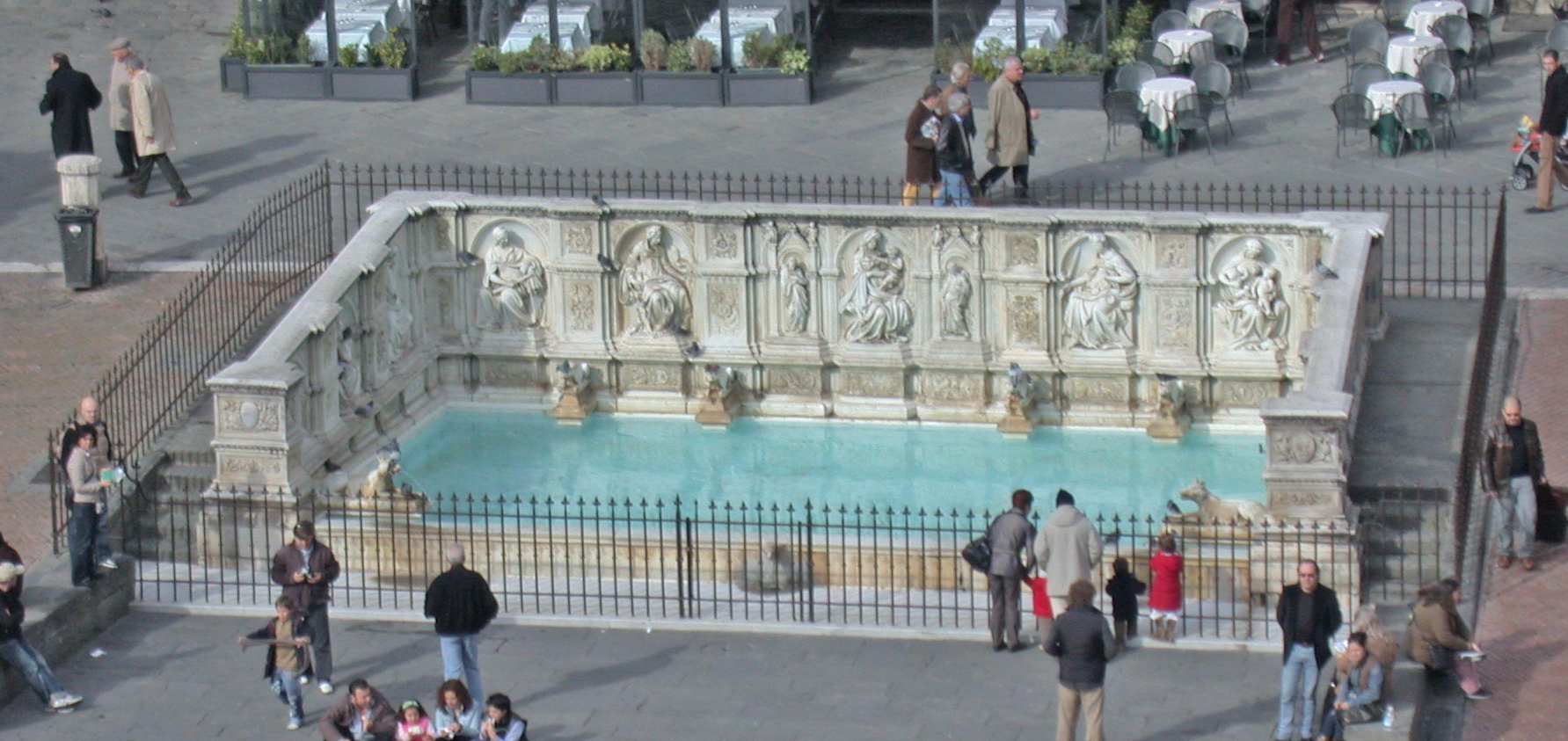
Fonte Gaia em Siena.

Jacopo della Quercia (morto em 1438) é o terceiro grande escultor desta escola florentina e o único do grupo que não é natural de Florença mas de Siena. Pertence à geração de Ghiberti. O seu estilo é grandiloquente e massivo, em contraste com o estilo detalhado de Ghiberti. A sua obra mestra foi a portada central de Basílica de São Petrônio, em Bolonha, que começou em 1425. Trata-se de uma série de relevos representando a Gênesis e a infância de Jesus, com bustos de profetas e com a imagem da Virgem de São Petrônio. Nos seus relevos domina a monumentalidade e o tratamento de hercúleos nus, antecipando-se ao jeito de Michelangelo. Jacopo della Quercia é o autor da Fonte Gaia de Siena, dos túmulos de Ilaria del Carretto em Luca e de Galeazzo Bentivoglio em Bolonha.
O grupo da família da Robbia é encabeçado por Luca della Robbia (morto em 1482), que se dedicou ao tratamento da infância e da juventude da figura feminina. Luca criou escola, na que introduziu a técnica do barro vidriado, que foi aparecendo nos mais diversos temas, do pequeno relevo até o retábulo com copiosas figuras. Também trabalhou em mármore e em bronze. Andrea della Robbia, sobrinho de Luca, foi o melhor dotado dos seus seguidores. É o autor dos tondos (medalhões circulares) de crianças lavrados no Spedale degli Innocenti de Florença. O último do grupo foi Giovanni della Robbia, que era escultor -mas também decorador e ocasionalmente oleiro-.

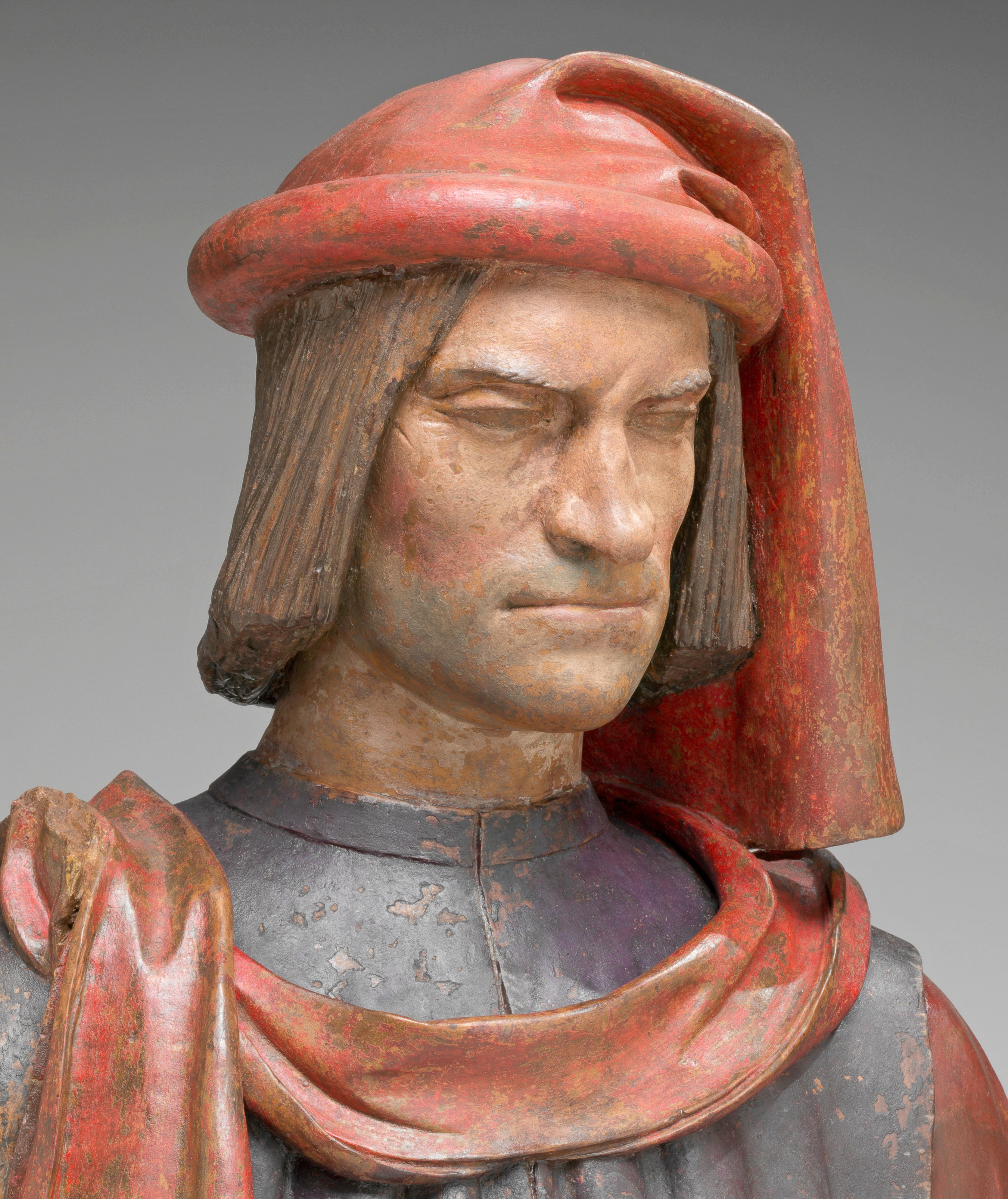
Lorenzo de Medici, por Verrocchio.

Andrea del Verrocchio (1435-1488) esteve muito influenciado pelas obras de Donatello até o ponto de repetir algum dos seus temas, como o Davi em Florença ou a estátua equestre do condottiero Colleone em Veneza (ambas de bronze). Verrocchio caracteriza-se pelo seu profundo estudo anatômico. Antonio Pollaiuolo foi também um bom representante florentino da interpretação da energia corpórea e do movimento violento. A sua obra mestra neste estilo é Hércules e Anteio, guardada no Museu de Bargello. Agostino di Duccio (1418-1481) foi também um seguidor de Donatello, imitando o seu famoso schiacciato, sobretudo na decoração da fachada do oratório de São Bernardino em Perugia e no templo Malatestiano de Rimini.
Outro grande escultor que trabalhou em Módena foi Guido Mazzoni (morto em 1518), cuja obra na sua maioria foi feita em barro cozido pintado, técnica que estava nestes momentos em grande auge. Uma das suas composições mais famosas foi o Pranto sobre Cristo morto para a igreja de São João de Môdena, que pela sua vez deveu influir na obra do mesmo título elaborada por Juan de Juni em 1463, por causa de uma viagem às cidades de Bolonha, Módena e Florença.

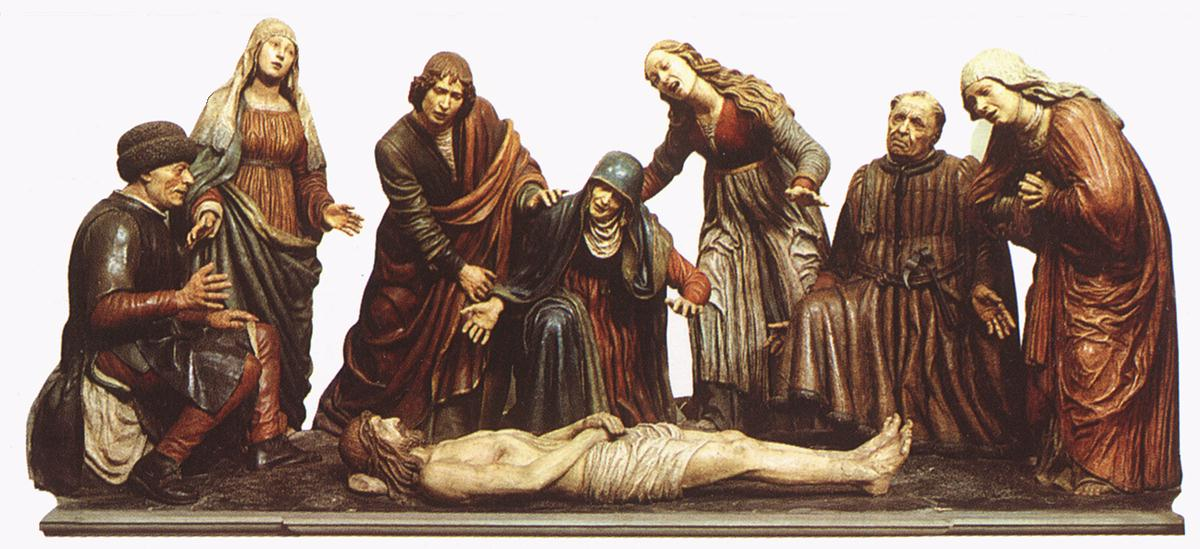
Pranto sobre Cristo morto de Mazzoni.
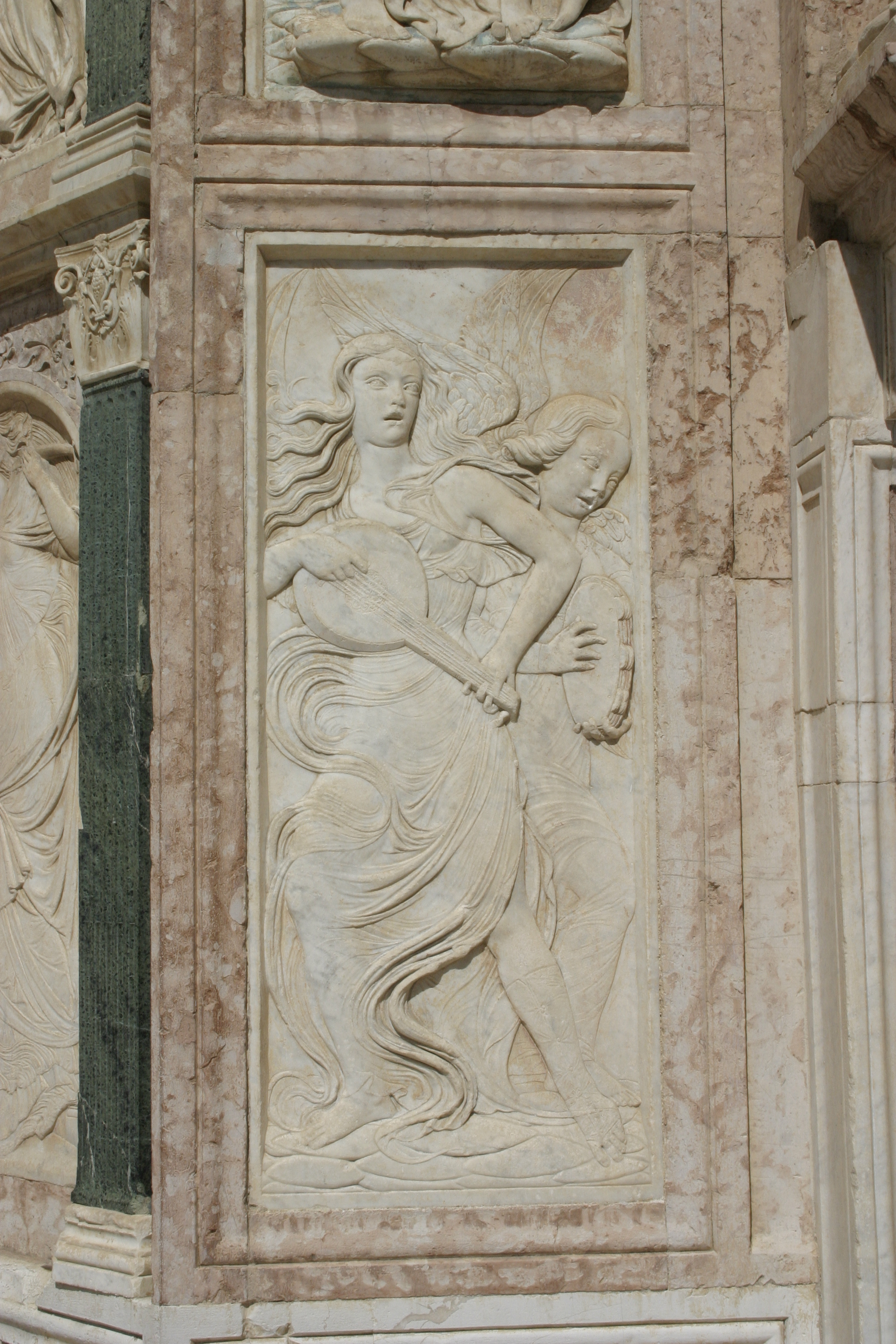
Relevos de Agostino di Duccio no oratório de São Bernardino (Perúgia).

### Cinquecento
O Cinquecento ou pleno Renascimento desenvolveu-se ao longo do século XVI com características diferenciadas em cada uma das duas metades do século, dominando o classicismo na primeira e o maneirismo na segunda. Implicou o triunfo das experiências do Quattrocento. Uma das suas características principais é o gosto pela grandiosidade monumental, levando sempre presente o achado do Laocoonte e seus filhos clássico, descoberto em 1506. Enquanto os artistas do Quattrocento criaram escola em Florença, os artistas do Cinquecento criaram as suas obras e desenvolveram a sua arte principalmente na cidade de Roma, que passou a ser o centro artístico do novo século. Florença ficou como cidade renascentista importante, e seguiram-se fazendo obras mestras de arte na capital toscana durante este período, como o Davi, os sepulcros das Capelas dos Medici, o Perseu de Cellini, etc. O artista representativo deste período é Michelangelo, personagem de grande força e personalidade.

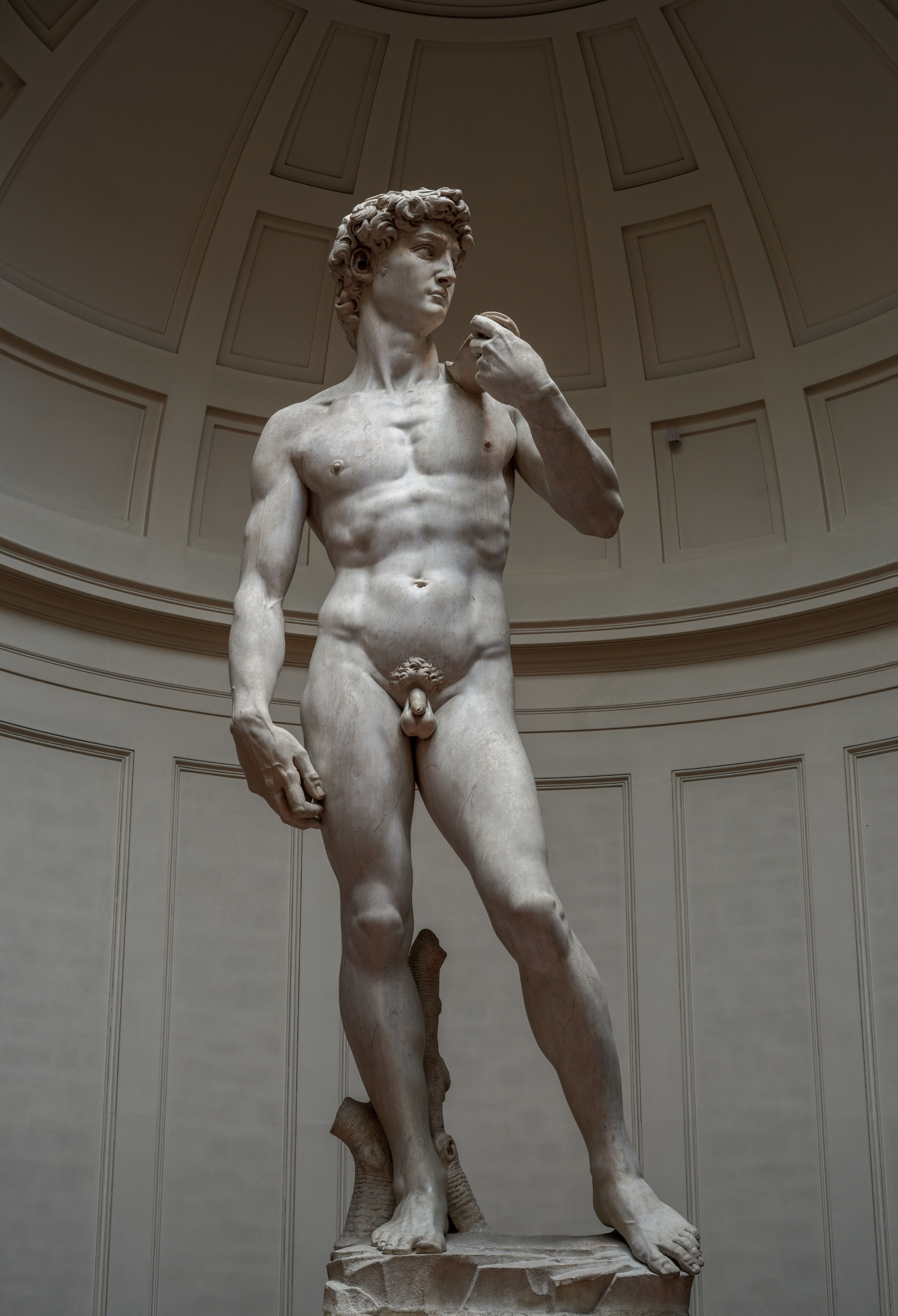
O Davi de Michelangelo.

Michelangelo Buonarroti, discípulo também da escola florentina, resume na sua pessoa quase toda a arte escultórica da sua época na Itália (anos 1475-1564). Nos primeiros trinta anos da sua vida conservou a sua punção algumas tradições do século XV, produzindo obras moderadas e belas embora vigorosas. A esta primeira época são devidas as suas ponderadas esculturas da Madonna de Bruges e Pietà com alguns Bacos e Cupidos e o Davi de Florença. 
Desde o ano em que os papas começaram a encarregar-lhe a construção de grandiosos monumentos, criou um estilo gigantesco, vigorosíssimo, cheio de paixão, independente e chamado de terribilità excepcionalmente seu. Deste gênero são as esculturas dos sepulcros dos Medici na capela destes em Florença (de Julião e o seu irmão Lorenzo, cuja estátua sedente é conhecida com o nome de Il Pensieroso pela sua atitude pensativa) e as estátuas que preparava o artista para o sepulcro do Papa Júlio II sobretudo o famoso Moisés que acha na basílica de San Pietro in Vincoli. 
Sansovino (o seu nome próprio é Andrea Contucci) foi um artista educado entre os artistas florentinos, o qual se manifesta nas suas esculturas que gostan da forma exterior, da anatomia e do classicismo, sobretudo nas estátuas que decoram os mausoléus do cardeal Ascanio Sforza e do bispo Basso Rovere na igreja de Santa Maria del Popolo, além de outras em Florença e Veneza. O seu discípulo Jacopo Sansovino trabalhou principalmente em Veneza, sendo o grande difusor da obra de Michelangelo. Uma das suas melhores obras escultóricas é o Baco.

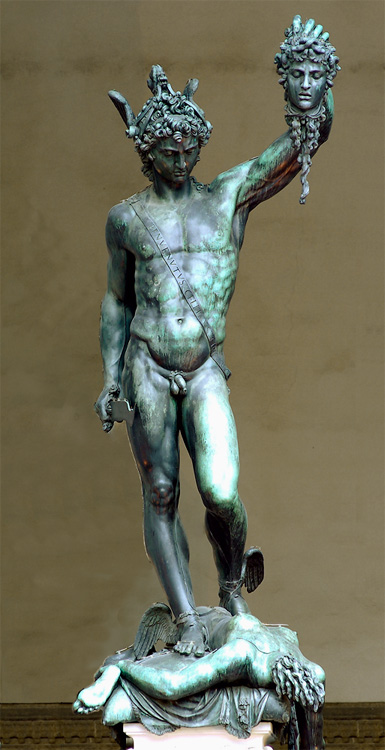
Perseu de Cellini.

Benvenuto Cellini foi, além de escultor, um grande ourives. A sua obra monumental em bronze de Perseu com a cabeça de Medusa foi um símbolo do triunfo da família Medici sobre a República florentina. É o autor do Cristo de mármore do mosteiro de El Escorial.
Bandinelli e Ammanati foram dois escultores contemporâneos de Cellini que esculpiram para a Praça da Senhoria de Florença as monumentais estátuas de Hércules e Caco e Neptuno. Os dois Leoni, Leone e Pompeu (pai e filho) foram grandes fundidores em bronze e trabalharam principalmente na Espanha, durante o reinado de Filipe II.

#### Maneirismo
O termo maneirismo  refere um estilo de características próprias dentro do Renascimento. Deu-se ao longo de século XVI, especialmente a partir de 1520. A característica que melhor o define é a constante procura do não convencional com a destruição de um equilíbrio lógico, aplicando linhas ou posturas deformantes, algo que à primeira vista pode ser desconcertante para o espectador. É a recusa do equilíbrio adotando posturas forçadas.

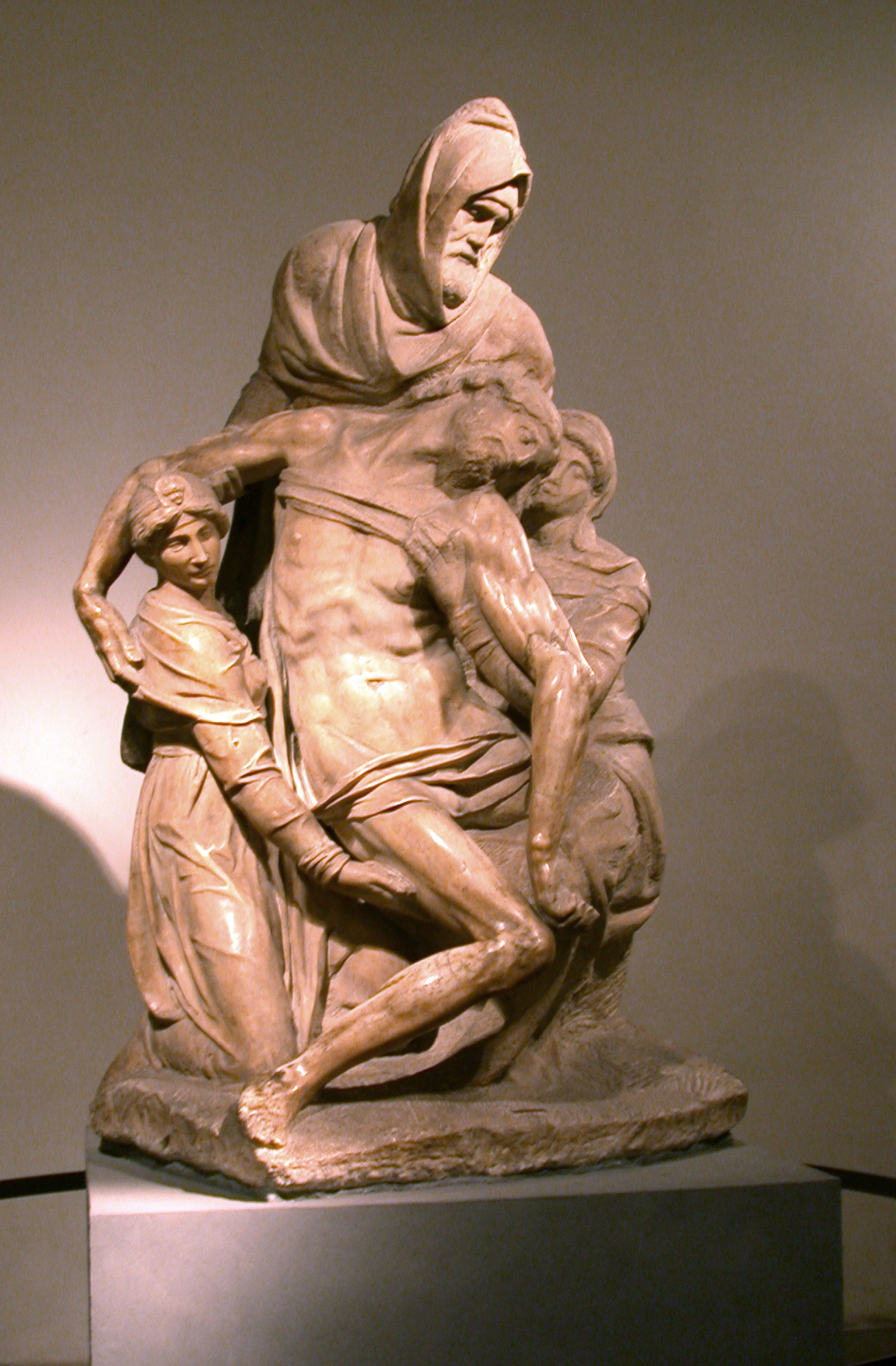
Pietà florentina de Michelangelo.

No maneirismo a escultura recusou o classicismo buscando formas curvilíneas e dinâmicas, a chamada serpentinata ou composição de curva e contra curva em que os corpos giravam em si mesmos, em espaços estreitos e às vezes com escorços muito pronunciados.
Na Itália, a escultura maneirista é representada por Giambologna, Benvenuto Cellini e Michelangelo, um de cujos melhores exemplos é a Pietà florentina, na qual o Jesus Cristo mostra-se com postura serpentinata.
Difundiu-se este estilo pela Europa graças à extensa coleção de gravuras, e sobretudo no terreno escultórico na profusão de pequenos bronzes vindos da Itália. Assim se desenvolveu nas cortes europeias de Francisco I em Fontainebleau com Francesco Primaticcio, que foi encarregue de trazer cópias de antiguidades de Roma. Também se desenvolveu na corte de Rodolfo II em Praga, e de Filipe II em El Escorial, onde a correição acadêmica caracterizou o estilo do maneirismo empregue pelos Leoni. Influenciado por Michelangelo, Gaspar Becerra impôs o seu estilo maneirista no retábulo da catedral de Astorga, e foi em Valladolid, na que se também morava Juan de Juni, onde se realizou mais escultura deste tipo clássico-heroico.

## Escultura francesa

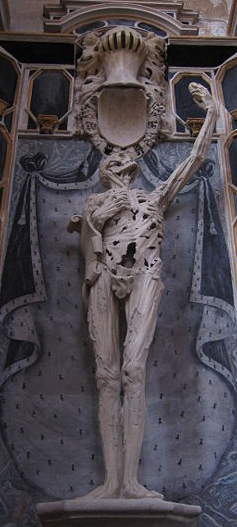
Memorial de René de Chalom em Bar-le-Duc obra de Ligier Richier.

O interesse político dos reis da França por assentar os seus domínios em terras italianas teve consequências culturais, e foram vários os artistas italianos que a partir da segunda metade do século XV se estabeleceram na corte francesa, sendo Francisco I o principal mecenas destes artistas, entre os que se encontrava Leonardo da Vinci. Por volta de 1460 estabeleceu-se na Provença o escultor Francesco Laurana, o qual é considerado o introdutor do Renascimento na França, que trabalhou sobretudo na parte sul do país. Uma das suas esculturas mais conhecidas é o sepulcro de Carlos IV de Anjou na catedral de le Mans.
Um dos temas mais tratados na escultura francesa desta época é o do Santo Enterro e os monumentos sepulcrais, nos quais a figura do jacente é tratada com grande realismo. Representa-se o defunto como cadáver ou até mesmo em esqueleto; no momento da transição, como é o caso do de Joana de Bourbon no Louvre. Deste tipo são duas obras realizadas por Ligier Richier com policromia em branco, preto e cinzento: o Memorial de René de Chalon em Bar-le-Duc no que o esqueleto parcialmente descarnado tende um coração para o céu; e o demacrado corpo jacente de Felipa de Güeldres na Igreja des Cordeliers de Nancy. Esta alegoria da ressurreição dos mortos chega mediante o caminho da "terribilità" italiana e do desvelamento do interior do corpo, embora não presente uma anatomia perfeita aos olhos da ciência.

Com a influência italiana destaca-se Michel Colombe, escultor da rainha Ana da Bretanha em princípios do século XVI, que realizou por encomenda sua o sepulcro dos seus pais, o duque Francisco II e Margarida de Foix na catedral de Nantes. Nas figuras jacentes do sepulcro ainda se apreciam traços góticos, não assim nos elementos decorativos e em quatro figuras das Virtudes de tamanho natural colocadas nos cantos do monumento funerário.

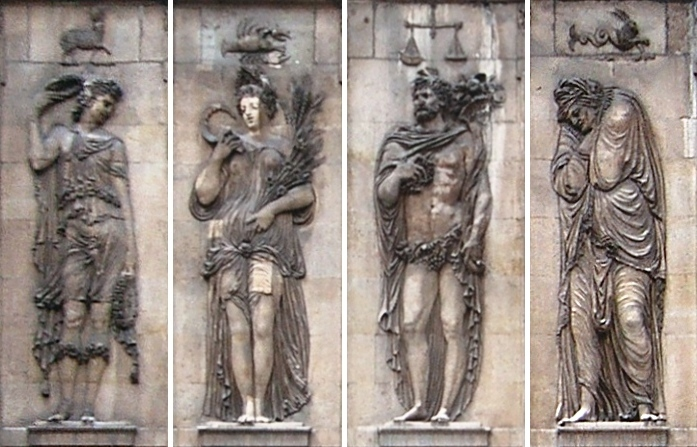
As Quatro Estações de Jean Goujon, (c.1547) (Musée Carnavalet, Paris).

O seu sobrinho Guillaume Regnault, também escultor, sucedeu-o no cargo como escultor da rainha. A sua obra mestra são as estátuas jacentes do conselheiro real Louis Porcher e a sua esposa, atualmente no Museu do Louvre.
Também em princípios do século XVI, Jean Goujon (chamado o Fídias francês) iniciou os seus trabalhos em Ruão, e em 1544 acudiu a Paris para ser nomeado escultor real em 1547, onde realizou numerosos encarregos, como as alegorias de As Quatro Estações, as Ninfas, umas cariátides para a tribuna dos Músicos e realizou os sinais do Zodíaco para o antigo município de Paris. Germain Pilon realizou numerosos monumentos funerários com grande influência de Michelangelo, entre os que se destaca o Jesus Cristo Resucitado com figuras dos guardas, um grupo para a capela de Henrique II conservado no Museu do Louvre, cujas figuras estão inspiradas em composições pictóricas como o José de Arimateia de Rosso Fiorentino. O Jesus Cristo morto assemelha-se às gravuras de Parmigianino, pois as figuras procuram as diagonais e os escorços são espetaculosos, com as pregas dos vestidos apertados e muito delgados, recordando os relevos da antiguidade clássica. Fiel seguidor foi o seu discípulo Bartomeu Prieur, que trabalhou ao serviço de Henrique IV da França. Pierre Puget, chamado o "Bernini francês", foi já um escultor tardio do Renascimento; sobressaiu a sua obra Milão de Crotona.

## Escultura espanhola
As ideias e formas escultóricas do Renascimento italiano penetraram na Espanha com os artistas florentinos que foram a trabalhar à corte espanhola durante o século XV, e continuaram estendendo-se com a obra de artistas de várias nacionalidades e de alguns espanhóis que aprenderam na Itália desde os últimos anos de aquel século. Contudo, o novo estilo não conseguiu implantar-se com firmeza até o advento do rei Carlos I da Espanha ao trono, em princípios do século XVI.
Em 1339 chegou à Catalunha a arte dos pisanos com o sepulcro de Santa Eulália na catedral de Barcelona, lavrado por Lupo di Francesco, além de outras influências acima descritas. Quase um século depois lavraram-se no coro da catedral de Valência alguns relevos pelo florentino Giuliano, discípulo de Ghiberti, com outros de mão espanhola. No entanto, estas tentativas ficaram isoladas até a chegada de outros mestres da escola florentina no final do século XV e princípios do seguinte. 

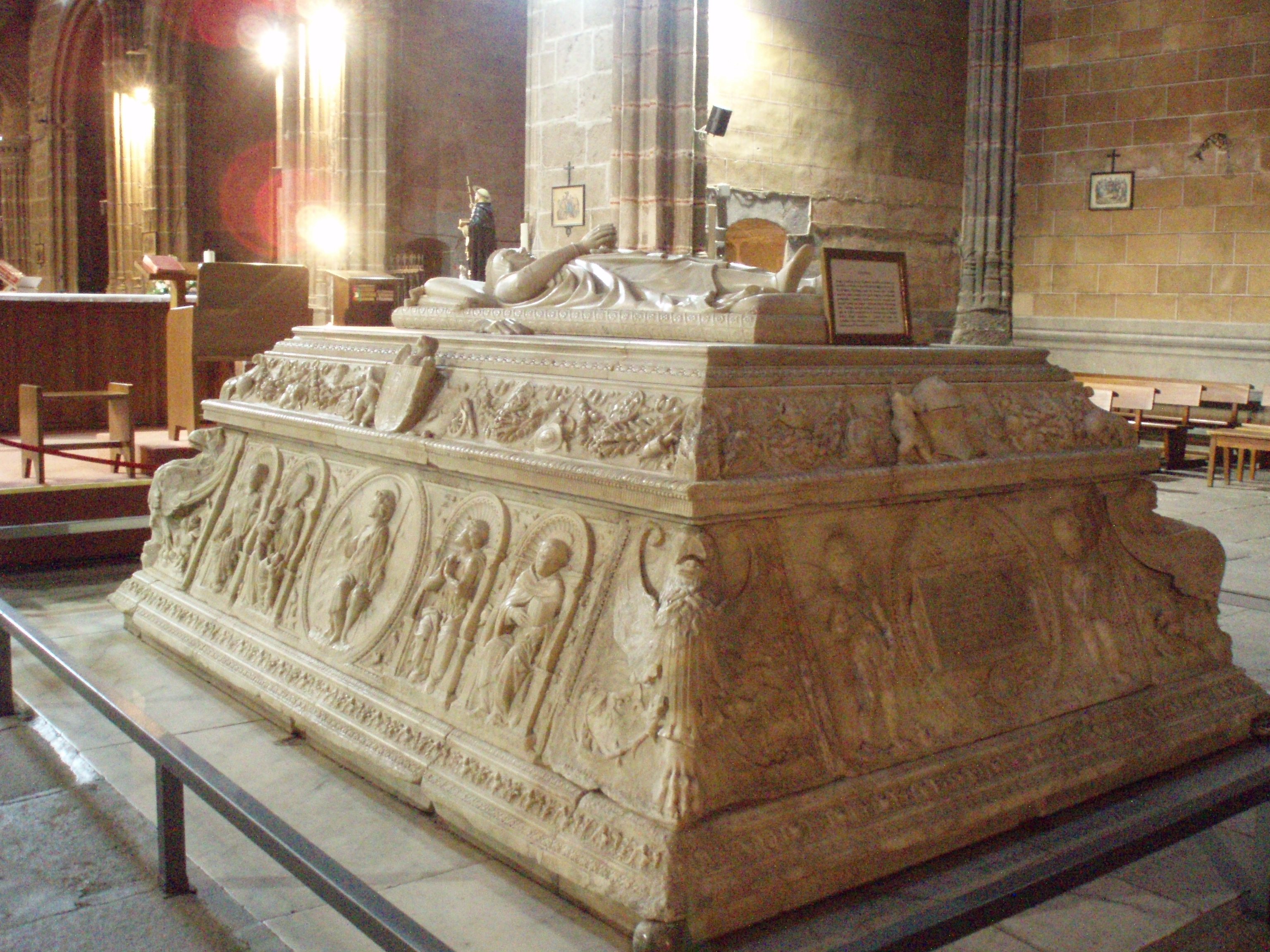
Sarcófago do príncipe Juan do escultor Domenico Fancelli.

A escultura renascentista tornou-se presente através de três vias diferentes: escultores italianos trazidos pelos mecenas e que realizaram as suas obras na Espanha; obras importadas, procedentes dos oficinas italianos; primeira geração de artistas espanhóis. No primeiro grupo encontram-se os escultores Domenico Fancelli, Pietro Torrigiano e Jacopo Florentino, também chamado o Indaco.
- Domenico Fancelli lavrou o sepulcro do infante D. Juan (filho dos Reis Católicos, morto em 1497) na igreja do mosteiro de São Tomé de Ávila, o dos Reis Católicos em Granada e o mausoléu mural de Diego Hurtado de Mendoza na catedral de Sevilha (ano 1509)São Jerónimo (Pietro Torrigiano).

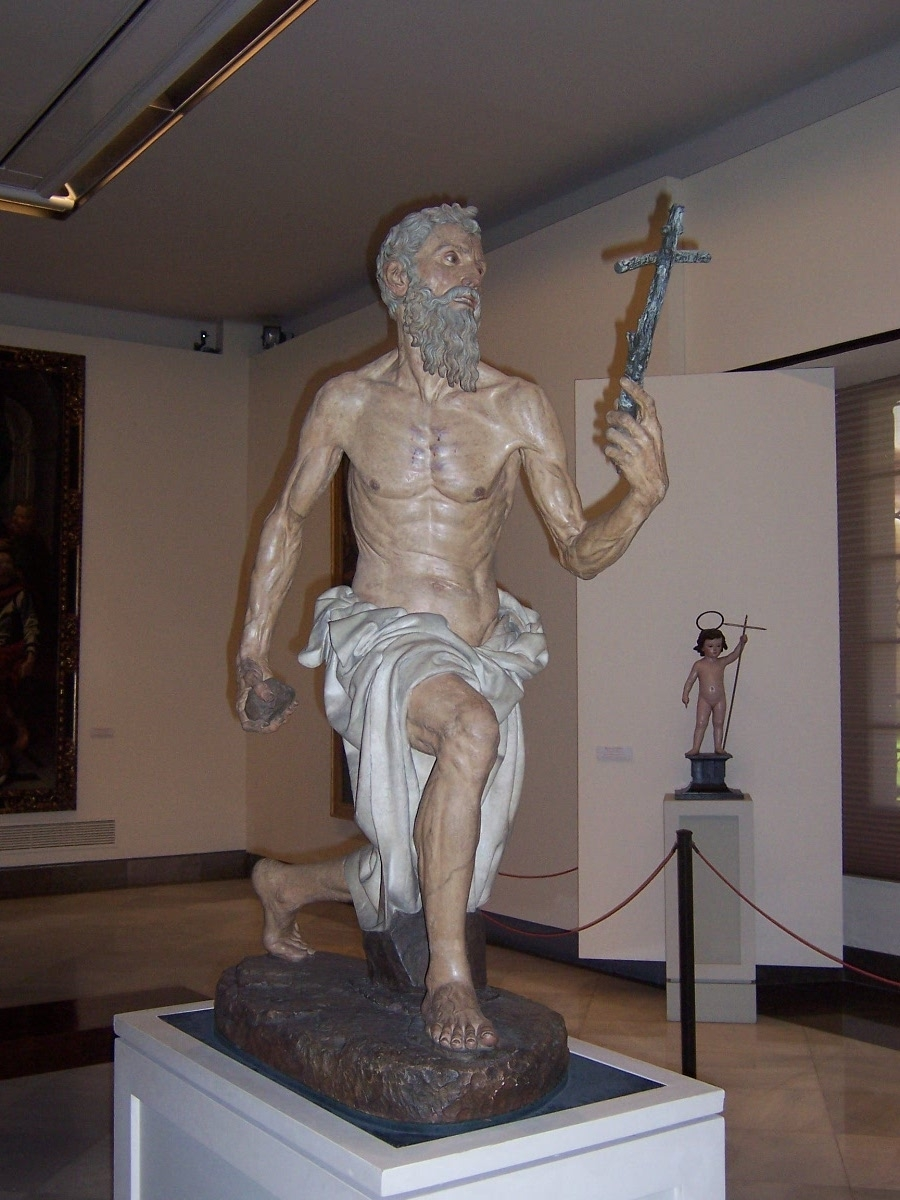
São Jerónimo (Pietro Torrigiano).

- Pietro Torrigiano foi um grande escultor do barro cozido, ao qual se adjudicam um São Jerônimo e uma estátua da Virgem Maria que atualmente se encontram no Museu de Sevilha.

Entre as obras encarregadas a Itália servem de exemplo o São João da oficina de Michelangelo para a cidade de Úbeda e alguns relevos da oficina da família Della Robbia.
Quanto aos artistas escultores espanhóis, a primeira geração esteve composta por Vasco da Zarça (coro da catedral de Ávila), Felipe Vigarny (retábulo maior da catedral de Toledo), Damián Forment (retábulo do Mosteiro de Poblet), Bartolomé Ordóñez (cadeiral da catedral de Barcelona) e Diego de Siloé (sepulcro de D. Alonso Fonseca em Santa Úrsula de Salamanca).
Entrado já o segundo terço do século XVI e seguindo até 1577, sobressaíram Alonso Berruguete e Juan de Juni; este último de origem francesa e com oficina em Valladolid, autor dos retábulos maiores nas igrejas de Santiago e da Antiga, bem como de muitas outras obras que se encontram em Segóvia, Cidade Rodrigo e outras povoações de Castela. Surgiram também outros grandes mestres do Renascimento espanhol que, seguindo as normas italianas, souberam dar às suas obras um caráter espanhol, criando escola nas diferentes regiões. 
O terço final chegou com o gosto classicista. Trabalharam na corte do imperador Carlos os dois escultores italianos Leoni (Leone e Pompeu, pai e filho) com a fundição em bronze das estátuas de Carlos I, de Filipe II e de outras pessoas da Família Real.

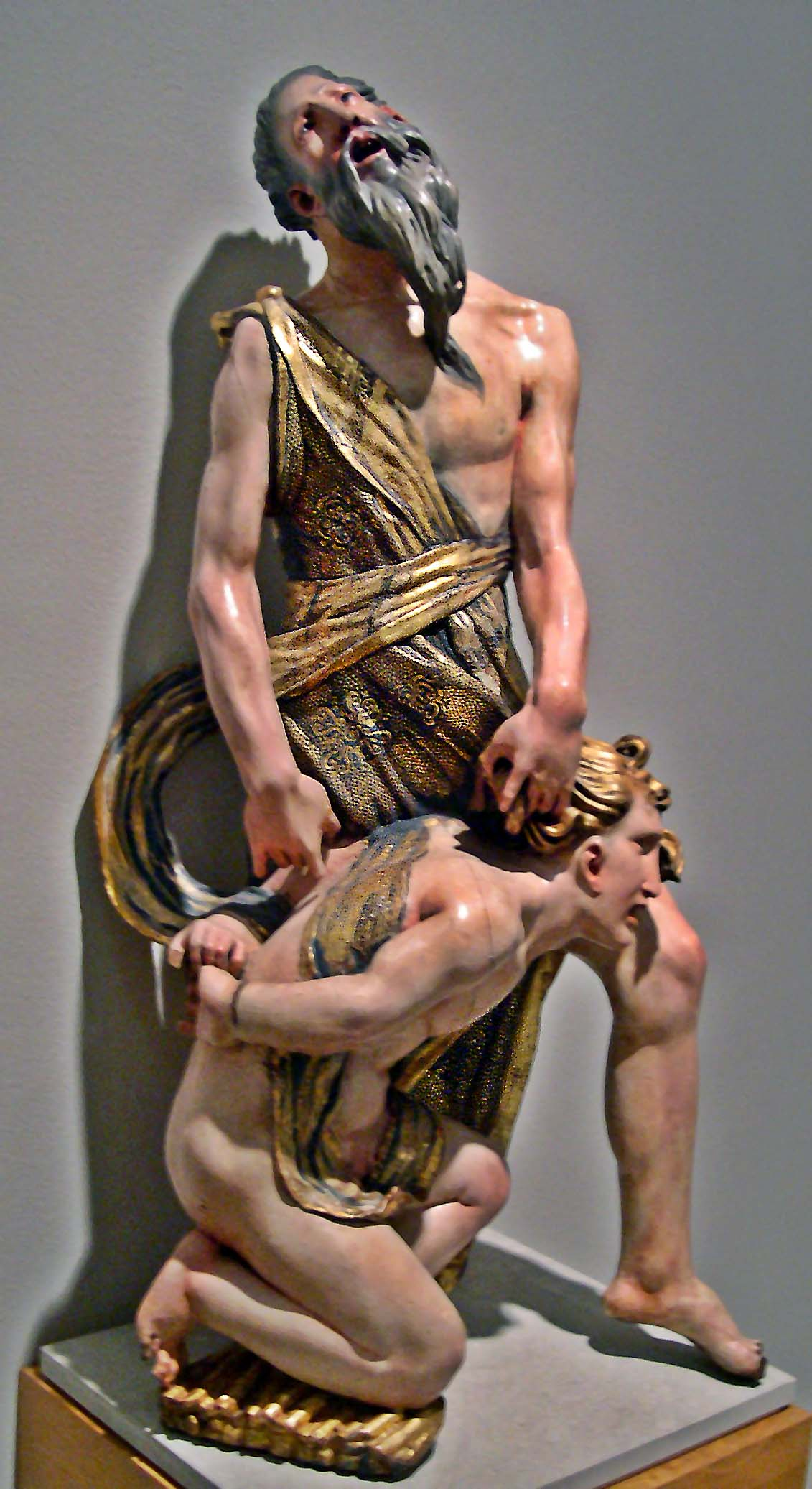
Sacrifício de Isaac de Alonso Berruguete.
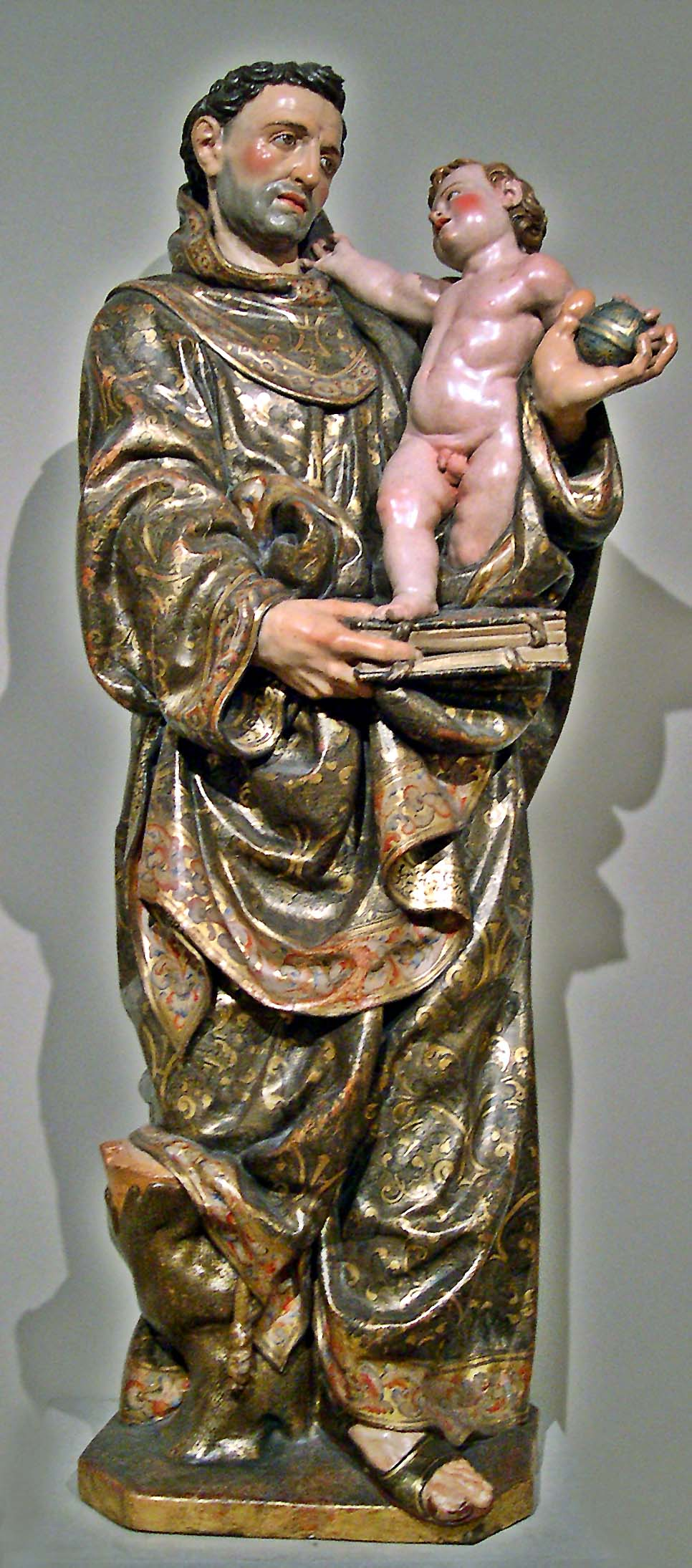
Santo António de Lisboa, de Juan de Juni.
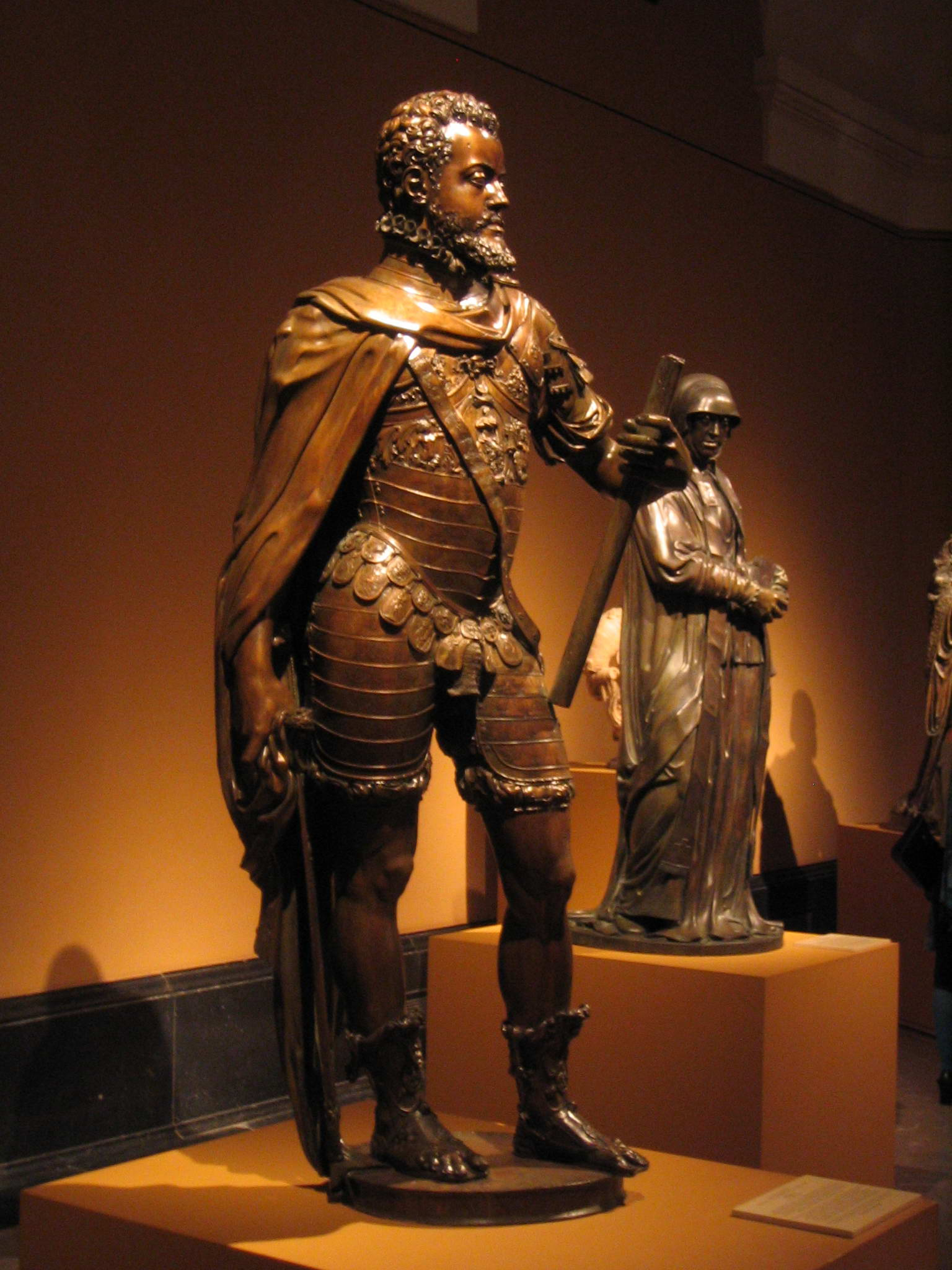
Filipe II por Pompeu e Leão Leoni.

### Plateresco

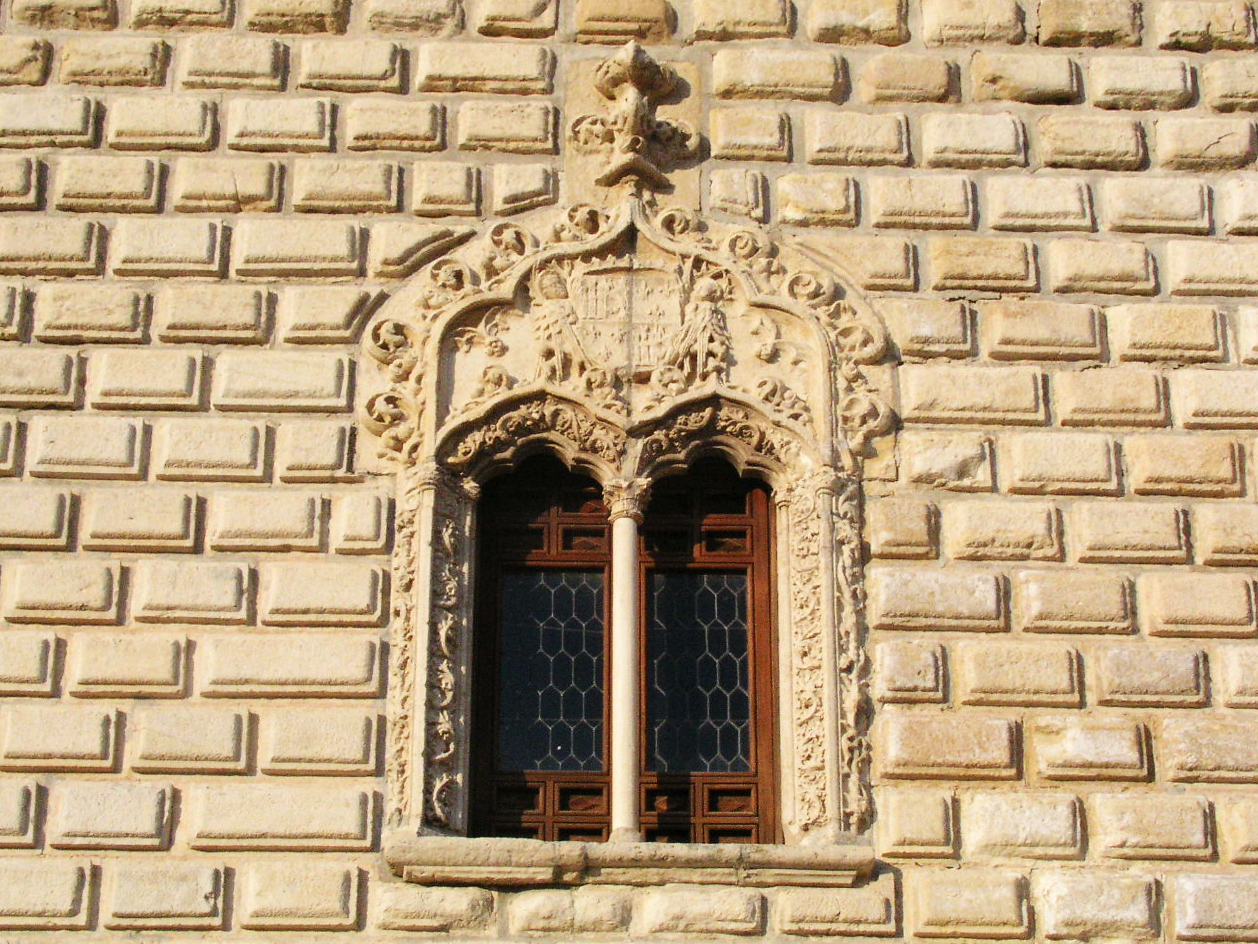
Palácio dos duques de Medinaceli em Cogolludo (Guadalajara).

Dentro do Renascimento é uma variedade puramente espanhola, que se corresponde com o estilo manuelino português. Chama-se também Gótico isabelino ou estilo Reis Católicos, por começar com o reinado destes monarcas, embora se estenda até os tempos de Filipe II. Ainda que o termo plateresco costume ser empregue para a arquitetura, ao ser uma arte puramente decorativa e de ornamentação escultórica, pode ter cabimento aqui neste pequeno apartado.

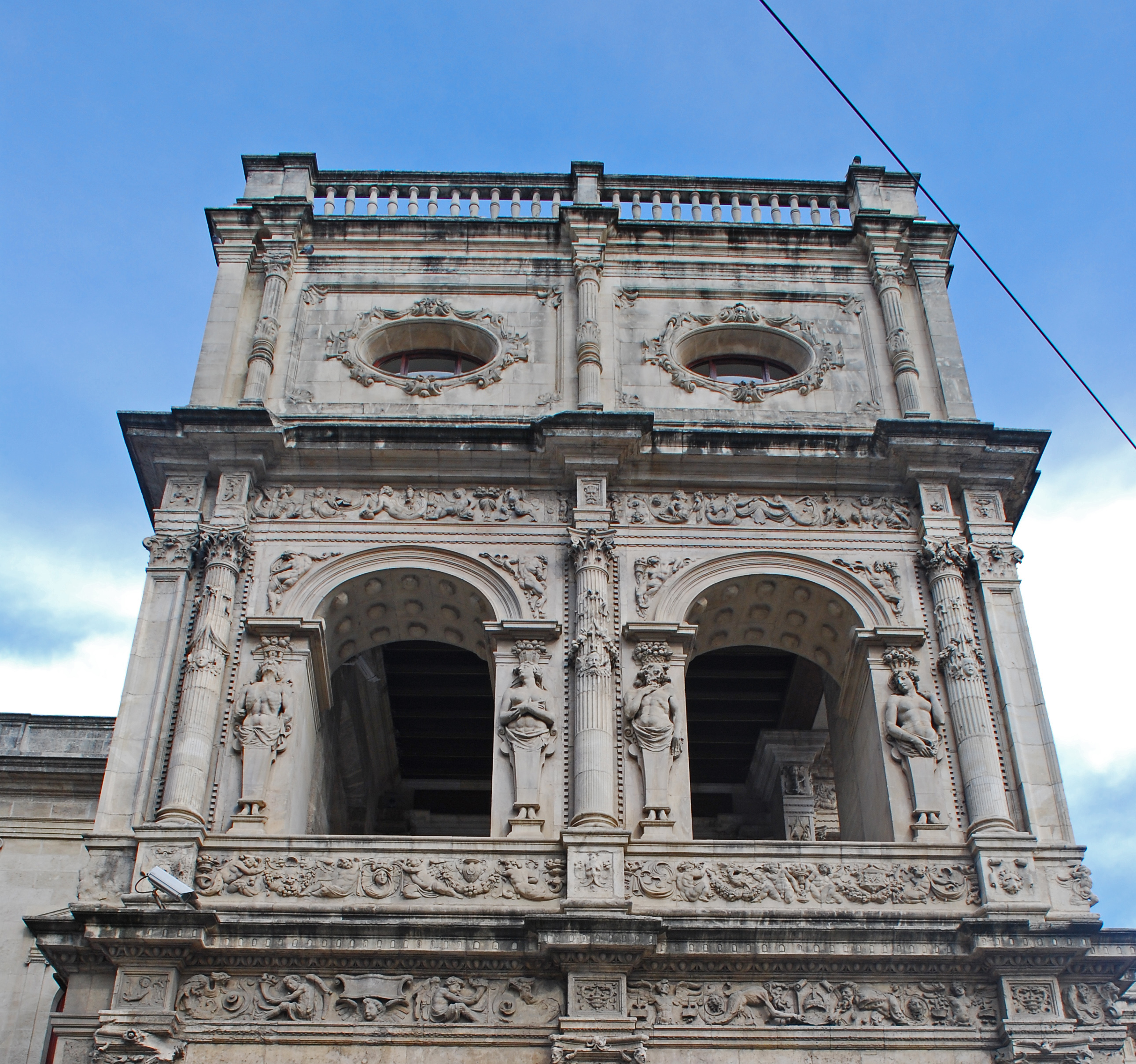
Fachada lateral plateresca do Município de Sevilha.

 Caracteriza-se por manter certos componentes góticos e mudéjares dentro do fazer renascentista. As fachadas esculpem-se como se fossem retábulos, e junto ao almofadado típico do Renascimento mostram-se as colunas abalaustradas com grutescos e cheias de decoração e de janelas de tradição goticista. Proliferam os tondos ou medalhões e os escudos colocados nos zimbórios das abóbadas e nos arcos. Trata-se de um gênero muito decorativo. Alcançou a sua maior exuberância na Andaluzia. Um bom exemplo pode ser a fachada do Município de Sevilha por Diego de Riaño.

## Escultura alemã

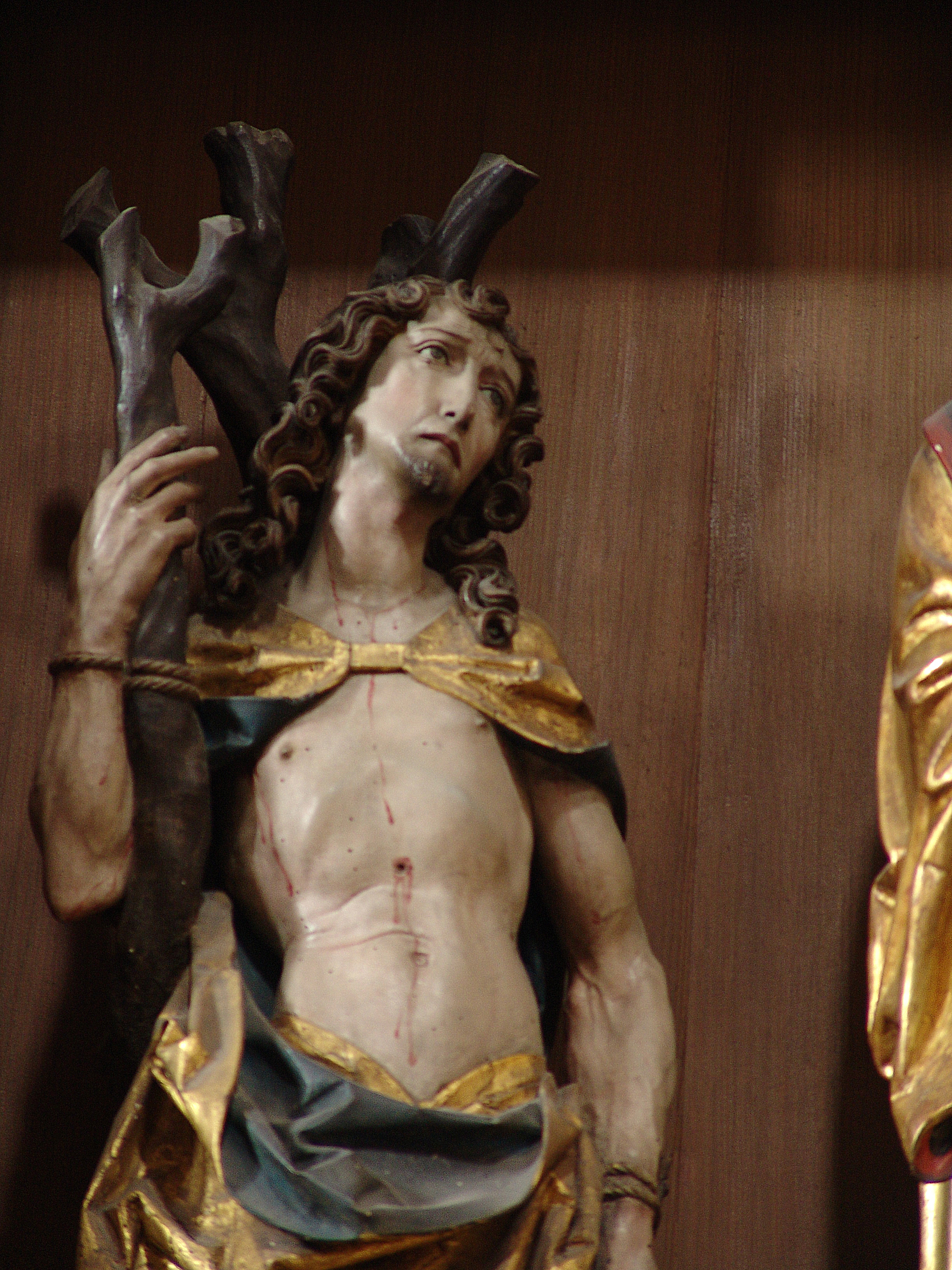
Pormenor de São Sebastião, escultura em madeira policromada de Riemenschneider.

A prosperidade das cidades germânicas afiançou-se com o alargamento da época gótica, ocorrendo nos primeiros decênios do século XVI a introdução da escultura renascentista com a influência da escola florentina italiana. A maior parte desta escultura foi realizada em madeira, pela grande riqueza florestal das suas regiões e com uma magnífica policromia e dourado. Aos escultores alemães custou-lhes abandonar as roupagens góticas e que as suas personagens adquirissem o espírito clássico, assim pode apreciar-se nas obras de Veit Stoss, no retábulo da Virgem em Santa Maria de Cracóvia, nos relevos da catedral de Bamberg ou na Anunciação do Rosário na igreja de São Lourenço de Nuremberga. Também no mesmo estilo encontram-se as esculturas de Tilman Riemenschneider, obras extraordinárias como o Altar da Anunciação da igreja de Creglingen.

Como "mundo esculpido" é conhecido o caráter que adotou a escultura nos países germânicos durante a segunda metade do século XV, que pode ser visto nos grandes polípticos de altar de algumas igrejas e catedrais alemãs. Trata-se frequentemente de altares de duas e até quatro folhas totalmente esculpidas, com agulhas e altos pináculos que abrigam, na sua parte central, a "caixa", com uma cena religiosa. Vasari, conhecedor do estilo alemão, dizia sobre ele:
| “ | (...) paciência e sutileza grandíssima... os escultores operam continuamente de forma que reduzem as coisas a tanta sutileza que deixam pasmado ao mundo. | ” |

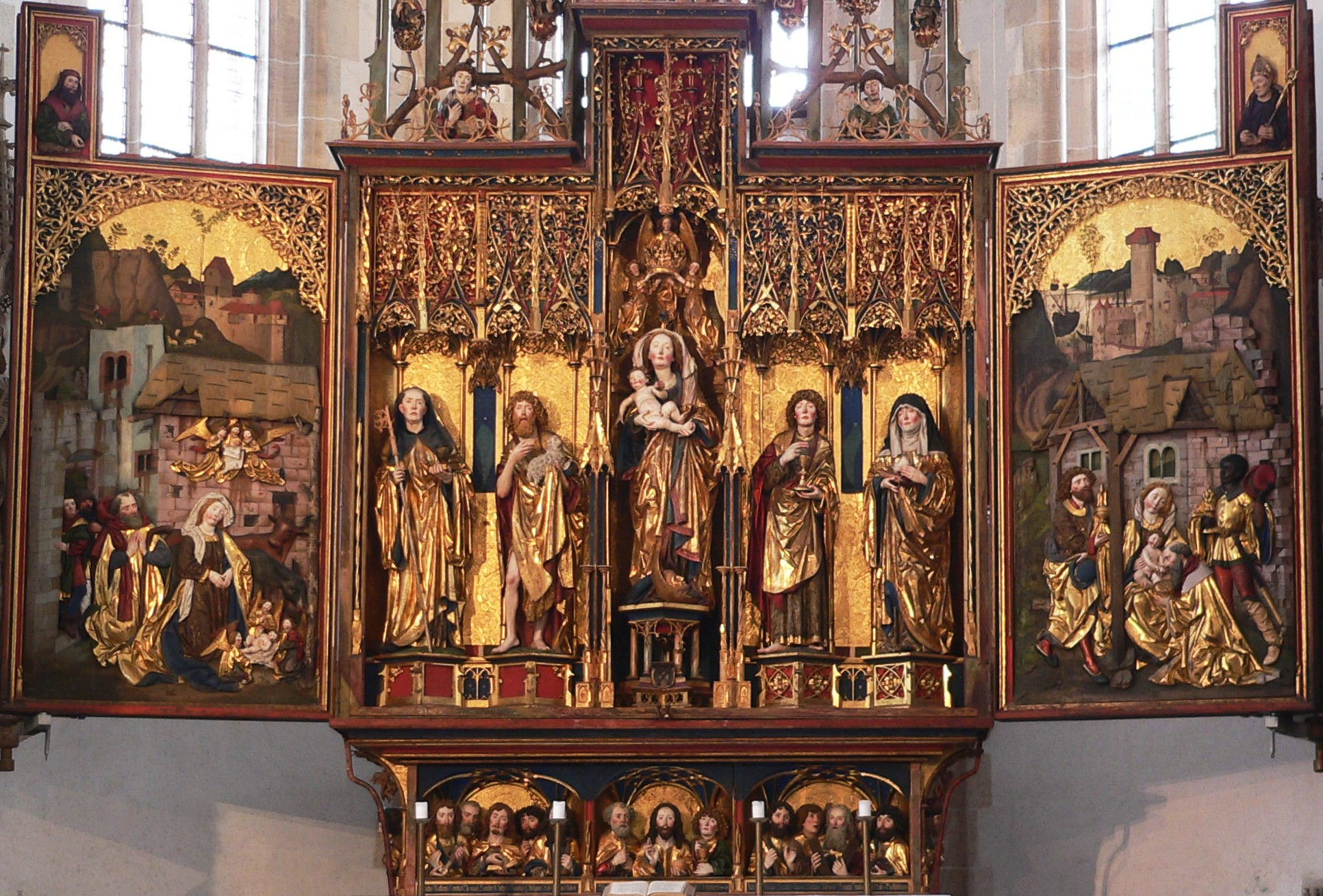
Caixa central do altar de Blaubeurer obra de Michel Erhart.

Michel Erhart de Ulm conseguiu um grande controle estilístico. A sua obra mais ponteira é o altar do mosteiro beneditino de Blaubeurer (Baden-Wurtemberg) no que se podem apreciar na caixa cinco grandes esculturas policromadas. Ao sul do Tirol trabalhou o escultor Michael Pacher; entre as suas obras destaca-se o altar-mor de São Wolfgang, de onze metros de altura e no que se combina a pintura com a escultura.
A escultura alemã teve curta vida à época do Renascimento. Destacou-se como escultor Peter Vischer com outros membros da sua família inspirados mais diretamente no Quattrocento italiano, como se vê no sepulcro de São Sebaldo (1507-1519) em Nuremberga, assim como a sua participação no mausoléu do imperador Magiliano em Innsbruck, que devia agrupar quarenta estátuas de tamanho maior do natural e cem estatuetas menores com quarenta bustos de imperadores. Deste trabalho apenas alcançou a realizar uma terceira parte, e as esculturas realizadas foram fundidas em bronze. Também interveio nesta obra Durer, para a que concebiu a Cabeça do Rei Artur e realizou a escultura de corpo completo Vischer, com a decoração e a armadura em estilo medieval, mas com o contrapposto de um herói da Antiguidade.

## Escultura nos Países Baixos

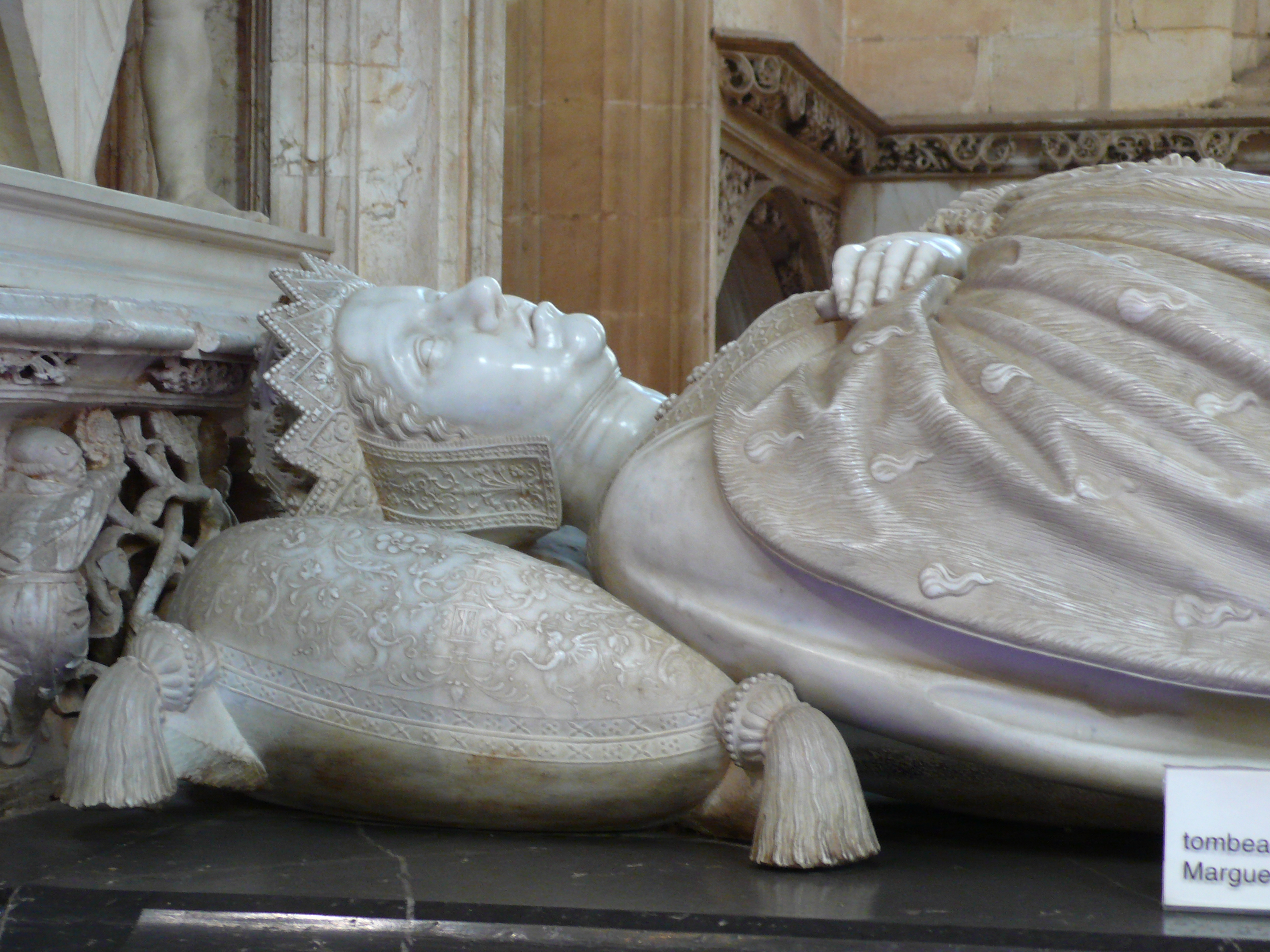
Pormenor do túmulo de Margarida de Áustria em Bourg-en-Bresse, realizado por Conrad Meit.

Nos Países Baixos desenvolveram-se e consolidado completamente as atividades artísticas durante o período gótico a níveis muito altos, o que faz compreensível que fossem resistentes a admitir outros critérios. Assim pois, foi tardia a aceitação do novo estilo que vinha da Itália e as decorações góticas mantiveram-se ainda durante longo tempo. Na realização de retábulos, cadeirais de coro e mobiliário religioso com escultura incluída, foi empregue a talha em madeira, nos quais se elaboraram os elementos renascentistas ao jeito dos realizados na Lombardia.

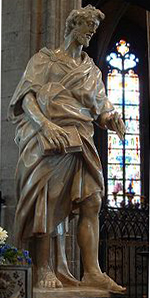
Obra de Jacques du Broeuq.

Em 1507 Margarida de Áustria é nomeada governadora dos Países Baixos pelo seu sobrinho Carlos I da Espanha, criando uma corte humanista em Malinas. Margarida era uma grande colecionador de arte e tomou ao seu serviço todo tipo de artistas, entre eles o escultor Conrad Meit, nascido em Worms, o qual trabalha na arte do retrato e de pequenas estatuetas de madeira de buxo ou bronze. A ele encarregou Margarida a realização das figuras "ao vivo e em trânsito" do seu marido Felisberto II de Saboia, o da sua mãe Maria de Borgonha, e o seu próprio para a igreja de Brou de Bourg-en-Bresse.

O belga Herman Glosencamps construiu as esculturas decorativas da chaminé dos conselhos de cidade de Bruges. Em Utrecht encontram-se várias estátuas devidas ao escopro de Uries e Kéyser, nas quais o naturalismo renascentista é apreciável nos pormenores anatômicos e nas pregas das vestiduras, admitindo-se plenamente o novo estilo na segunda metade do século XVI. 
Jacques du Broeuq, mestre de Giambologna, foi designado arquiteto e escultor da corte por Maria de Áustria, filha de Carlos I da Espanha, para a que realizou numerosas obras; entre elas ressalta um conjunto de esculturas em alabastro para o coro de Sainte-Waudru de Mons. Os seus relevos acercam-se aos escultores italianos contemporâneos, e apreciam-se traços classicistas nas pregas das suas roupas, ao jeito da estatuária antiga. Nos relevos de maior tamanho como o da Ressurreição mostram-se os personagens com umas silhuetas alongadas e quase de vulto redondo muito marcado. 
A obra do escultor e arquiteto Cornelis Floris de Vriendt manifestou-se com  semelhança ao italiano na fachada do município de Antuérpia, nos sepulcros dos reis da Dinamarca e os duques da Prússia em Königsberg, e na decoração do coro da catedral de Nossa Senhora Tournai, realizado com uma grande semelhança ao jeito de Andrea Sansovino.

## Escultura inglesa

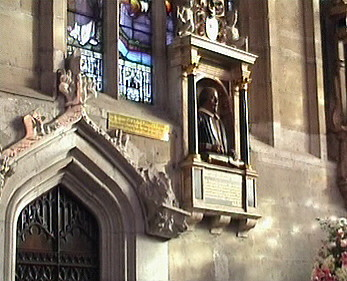
Monumento funerário de Shakespeare em Holy Trinity Church, de Stratford, por Gerard Johnson.

A escultura inglesa do século XVI deriva da italiana, sendo deste último país os mais notáveis artistas que trabalharam na Inglaterra. Os monarcas, para animar a vida artística, exerceram uma função muito importante à hora de desenvolver este movimento artístico. Entre os primeiros e principais escultores italianos figurou Pietro Torrigiano, ao que se deve o sepulcro de Henrique VII e Isabel de York. Está realizado em mármore e bronze dourado, com as figuras jacentes dos monarcas e em cada canto do sepulcro uns anjos que sustêm os escudos de armas; encontra-se numa capela da abadia de Westminster em Londres. Em 1511 esculpiu o sepulcro de Margarida Beaufort, mãe de Henrique VII. De 1516 data o sepulcro do arquivistareal, John Young, que também representou num busto conservado na National Portrait Gallery de Londres. 
Também lhe foi encomendada por Henrique VIII a sua própria sepultura e a da sua esposa Catarina de Aragão em 1518. Apesar da viagem do escultor à Itália para contratar ajudantes, desconhecem-se os motivos pelos quais não chegou a realizar a obra e abandonou a corte inglesa para se instalar na Espanha em 1525. Este sepulcro foi realizado finalmente entre 1524 e 1528 pelo escultor italiano Benedetto da Rovezzano.
Com a implantação da reforma protestante suprimiu-se na Inglaterra a escultura religiosa, bem como o contato com todo o que pudesse vir da Itália, ao ser identificado como uma via de influência papal. Apenas nos soberbos panteões e em estátuas comemorativas de personagens teve desde então alguma vida a arte plástica, como o realizado pelo inglês Richard Parker para o túmulo do conde de Rutland (1543) em Bottesford.
A influência italiana foi substituída pela francesa e pela vida de artistas flamengos, entre eles Gerard Johnson (chamado também Garret Jansen), que realizou o sepulcro do conde de Southampton em Titchfield e o monumento funerário em honra de William Shakespeare em Stratford.

## Escultura portuguesa

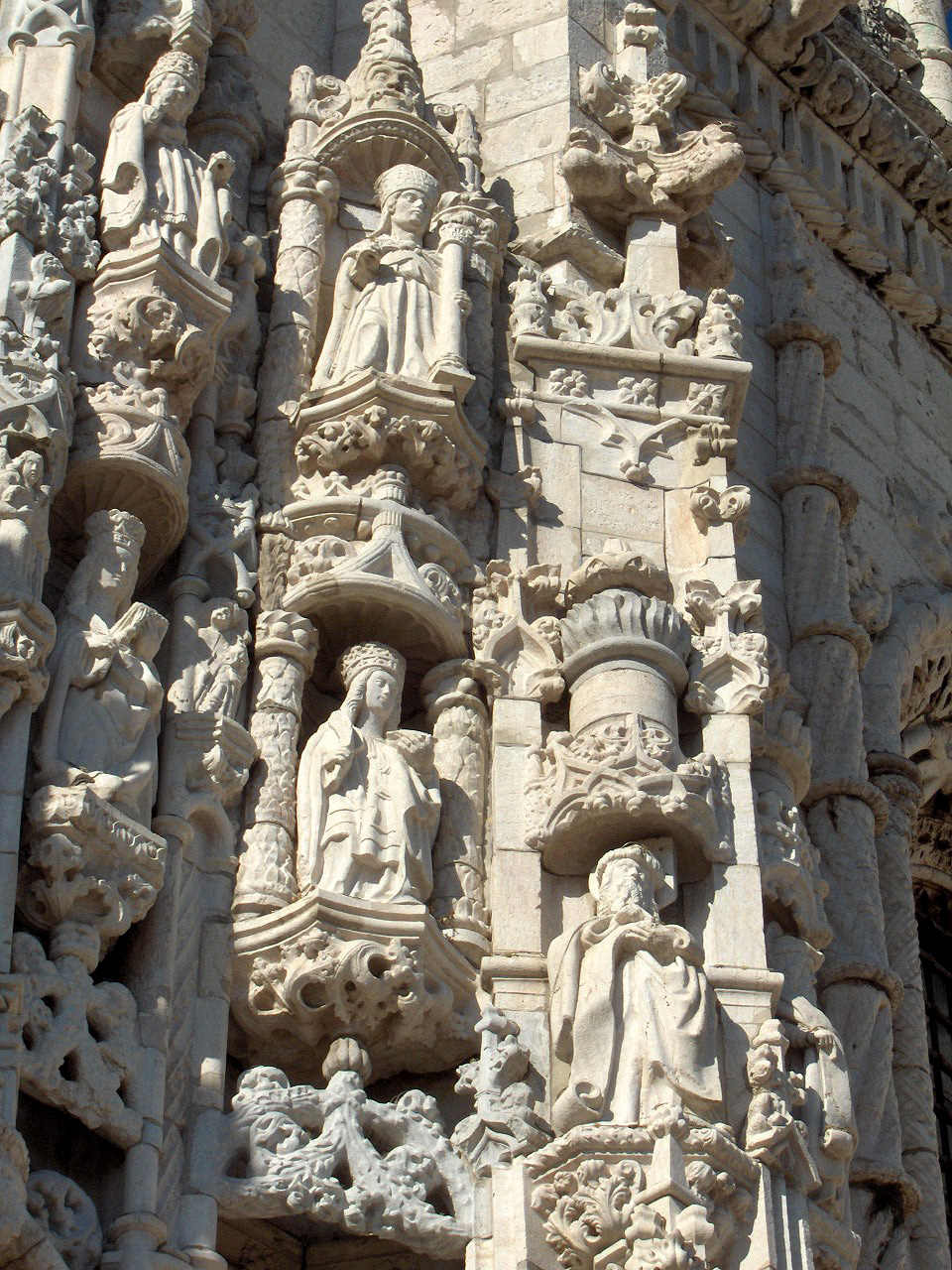
Pórtico do Mosteiro dos Jerónimos realizado por Nicolau de Chanterene.

Nas postrimeiras do século XV, Andrea Sansovino foi trabalhar para o rei João II de Portugal; parece que se tinha a sensação de que os italianos, com o seu monopólio quase exclusivo da arte antiga, possuíam também o dom do qual era correto dentro da arte.
Em torno da corte de João III criou-se um foco de humanismo segundo o modelo das cortes italianas. O Renascimento impôs-se nas cidades de Coimbra, Tomar e Évora com tanta força que nesta região do Alentejo custou a posterior implantação do Barroco. A escultura portuguesa manifestou-se assim mesmo italianista no seu primeiro Renascimento, sendo as suas principais obras três formosos relevos no claustro da igreja de Santa Cruz em Coimbra, lavrados por artistas portugueses:
- Jesus Cristo diante Pilatos
- Passagem da cruz nas costas
- Missa de São Gregório

Procedente da França, o artista Nicolau de Chanterene realizou em 1515 os sepulcros reais para esta igreja de Coimbra. Em 1517 encarregou-lhe o pórtico central do Mosteiro dos Jerónimos e as figuras orantes do rei Manuel e a rainha Maria; entre as muitas obras deste escultor encontra-se o retábulo em alabastro do Palácio Nacional da Pena para a cidade de Sintra. Chanterene praticou também a arte do retrato com bustos de grande realismo.
Em Coimbra encontravam-se outros dois escultores também franceses: João de Ruão e Filipe Duarte ou Orarte, vindo este último de Toledo e que foi contratado para realizar o grupo de A Cena, que foi concluído em 1534 com um realismo extraordinário em atitudes agitadas e impetuosas. O grupo conserva-se atualmente no Museu da cidade de Coimbra. Ruão trabalhou num retábulo da capela do Sacramento da catedral desta cidade; também destaca o púlpito que fez para o mosteiro de Santa Cruz. Este artista chegou a montar uma oficina importante, na qual esculpiam um grande número de obras. Em meados deste século pôde se apreciada a influência espanhola em diversas obras do mosteiro de Belém, como num Crucificado de madeira cujo estilo é similar ao do círculo de Diego de Siloé.

## Escultura hispano-americana
No geral, a escultura hispano-americana renascentista foi iniciada pelas ordens religiosas e pelo seu trabalho de ensinamento com a disponibilidade de modelos de obras trazidas da Espanha, das quais em muitas ocasiões se copiava, sobretudo a iconografia das imagens.
No Equador foram os missionários de origem flamenga Pedro Gosseal e Jodoco Rique os que fundaram a primeira escola no convento de São Francisco de Quito, ensinando conhecimentos na arte da arquitetura e da talha, tanto em pedra como em madeira, além da religião e das letras. Os artistas locais conseguiram umas boas interpretações misturadas com motivos da sua tradição com a ingenuidade dos rostos das imagens, bem como da policromia com cores mais primárias e muito mais chamativas, que se pode apreciar nos retábulos que se construíram durante o quinhentos no México, assim como na decoração das pias batismais e nas cruzes dos pátios conventuais.
Um escultor relevante é o guatemalteco Quirio Cataño, que foi autor, entre outras imagens, do Cristo Negro de Esquipulas de 1594.